# Liste des planètes mineures non numérotées découvertes en janvier 2016
Pour un article plus général, voir Liste des planètes mineures non numérotées découvertes en 2016.
Pour un article plus général, voir Liste des planètes mineures.
Cet article dresse la liste des planètes mineures (astéroïdes, centaures, objets transneptuniens et assimilés) non numérotées découvertes en janvier 2016 dans l'ordre de leur découverte.
Au 15 janvier 2025, 661 077 des 1 434 993 planètes mineures répertoriées par le Centre des planètes mineures ne sont pas encore numérotées, soit 46,07 %.

## Rappel concernant la désignation provisoire
La désignation provisoire indique l'ordre de découverte de ces objets. En effet, cette désignation est composée de l'année de découverte (par exemple 2016) suivie de la quinzaine (demi-mois) de découverte (p.e. A = 1-15 janvier) puis de l'ordre de découverte dans cette quinzaine. Cet ordre est indiqué par une lettre et éventuellement un chiffre comme suit : A pour la première découverte, B pour la deuxième, ..., Z pour la 25e (le I n'est pas utilisé pour éviter la confusion avec 1), A1 pour la 26e, B1 pour la 27e, etc. , Z1 pour la 50e, A2 pour la 51e, B2 pour la 52e, etc. L'ordre de la numérotation ne suit donc pas l'ordre alphanumérique. 2016 AA1 suit ainsi 2016 AZ et précède 2016 AB1.

## Liste

### Liste du1erau 15 janvier 2016
- 2016 AL
- 2016 AR
- 2016 AZ
- 2016 AD1
- 2016 AO1
- 2016 AP1
- 2016 AT1
- 2016 AW1
- 2016 AA2
- 2016 AC2
- 2016 AD2
- 2016 AE2
- 2016 AF2
- 2016 AG2
- 2016 AJ2
- 2016 AK2
- 2016 AL2
- 2016 AM2
- 2016 AN2
- 2016 AT2
- 2016 AU2
- 2016 AV2
- 2016 AY2
- 2016 AJ3
- 2016 AW3
- 2016 AX3
- 2016 AD4
- 2016 AH4
- 2016 AK4
- 2016 AL4
- 2016 AQ4
- 2016 AR4
- 2016 AS4
- 2016 AB5
- 2016 AH5
- 2016 AX5
- 2016 AD6
- 2016 AG6
- 2016 AK6
- 2016 AP6
- 2016 AW6
- 2016 AH7
- 2016 AJ7
- 2016 AK7
- 2016 AX7
- 2016 AH8
- 2016 AJ8
- 2016 AK8
- 2016 AL8
- 2016 AM8
- 2016 AN8
- 2016 AO8
- 2016 AP8
- 2016 AQ8
- 2016 AR8
- 2016 AT8
- 2016 AW8
- 2016 AY8
- 2016 AZ8
- 2016 AB9
- 2016 AC9
- 2016 AE9
- 2016 AF9
- 2016 AG9
- 2016 AH9
- 2016 AJ9
- 2016 AK9
- 2016 AL9
- 2016 AM9
- 2016 AN9
- 2016 AO9
- 2016 AP9
- 2016 AQ9
- 2016 AS9
- 2016 AT9
- 2016 AU9
- 2016 AV9
- 2016 AW9
- 2016 AX9
- 2016 AY9
- 2016 AA10
- 2016 AB10
- 2016 AE10
- 2016 AF10
- 2016 AH10
- 2016 AW10
- 2016 AY10
- 2016 AX11
- 2016 AY11
- 2016 AD12
- 2016 AQ12
- 2016 AW12
- 2016 AA13
- 2016 AD13
- 2016 AF13
- 2016 AG13
- 2016 AL13
- 2016 AN13
- 2016 AP13
- 2016 AS13
- 2016 AV13
- 2016 AZ13
- 2016 AD14
- 2016 AE14
- 2016 AK14
- 2016 AL14
- 2016 AM14
- 2016 AW14
- 2016 AZ14
- 2016 AA15
- 2016 AB15
- 2016 AE15
- 2016 AF15
- 2016 AG15
- 2016 AM15
- 2016 AN15
- 2016 AT15
- 2016 AV15
- 2016 AY15
- 2016 AA16
- 2016 AB16
- 2016 AF16
- 2016 AG16
- 2016 AM16
- 2016 AQ16
- 2016 AS16
- 2016 AX16
- 2016 AY16
- 2016 AZ16
- 2016 AC17
- 2016 AF17
- 2016 AJ17
- 2016 AQ17
- 2016 AS17
- 2016 AV17
- 2016 AZ17
- 2016 AA18
- 2016 AC18
- 2016 AF18
- 2016 AQ18
- 2016 AR18
- 2016 AV18
- 2016 AB19
- 2016 AE19
- 2016 AJ19
- 2016 AL19
- 2016 AS19
- 2016 AV19
- 2016 AX19
- 2016 AY19
- 2016 AZ19
- 2016 AB20
- 2016 AD20
- 2016 AM20
- 2016 AQ20
- 2016 AU20
- 2016 AV20
- 2016 AW20
- 2016 AY20
- 2016 AZ20
- 2016 AP21
- 2016 AQ21
- 2016 AS21
- 2016 AT21
- 2016 AZ21
- 2016 AE22
- 2016 AF22
- 2016 AO22
- 2016 AP22
- 2016 AS22
- 2016 AV22
- 2016 AX22
- 2016 AA23
- 2016 AB23
- 2016 AD23
- 2016 AF23
- 2016 AG23
- 2016 AM23
- 2016 AN23
- 2016 AT23
- 2016 AU23
- 2016 AW23
- 2016 AX23
- 2016 AC24
- 2016 AM24
- 2016 AN24
- 2016 AS24
- 2016 AT24
- 2016 AV24
- 2016 AZ24
- 2016 AD25
- 2016 AE25
- 2016 AF25
- 2016 AG25
- 2016 AH25
- 2016 AJ25
- 2016 AK25
- 2016 AO25
- 2016 AQ25
- 2016 AU25
- 2016 AZ25
- 2016 AJ26
- 2016 AK26
- 2016 AO26
- 2016 AP26
- 2016 AV26
- 2016 AE27
- 2016 AF27
- 2016 AK27
- 2016 AM27
- 2016 AT27
- 2016 AZ27
- 2016 AB28
- 2016 AC28
- 2016 AD28
- 2016 AG28
- 2016 AK28
- 2016 AL28
- 2016 AM28
- 2016 AO28
- 2016 AP28
- 2016 AQ28
- 2016 AX28
- 2016 AF29
- 2016 AG29
- 2016 AH29
- 2016 AJ29
- 2016 AQ29
- 2016 AW29
- 2016 AY29
- 2016 AZ29
- 2016 AE30
- 2016 AN30
- 2016 AO30
- 2016 AP30
- 2016 AQ30
- 2016 AT30
- 2016 AU30
- 2016 AV30
- 2016 AX30
- 2016 AY30
- 2016 AB31
- 2016 AE31
- 2016 AF31
- 2016 AG31
- 2016 AM31
- 2016 AN31
- 2016 AO31
- 2016 AP31
- 2016 AR31
- 2016 AS31
- 2016 AU31
- 2016 AV31
- 2016 AW31
- 2016 AA32
- 2016 AB32
- 2016 AD32
- 2016 AE32
- 2016 AM32
- 2016 AN32
- 2016 AV32
- 2016 AA33
- 2016 AL33
- 2016 AN33
- 2016 AO33
- 2016 AP33
- 2016 AR33
- 2016 AS33
- 2016 AW33
- 2016 AD34
- 2016 AS34
- 2016 AT34
- 2016 AY34
- 2016 AC35
- 2016 AF35
- 2016 AH35
- 2016 AJ35
- 2016 AP35
- 2016 AQ35
- 2016 AS35
- 2016 AT35
- 2016 AU35
- 2016 AY35
- 2016 AZ35
- 2016 AD36
- 2016 AF36
- 2016 AG36
- 2016 AH36
- 2016 AK36
- 2016 AM36
- 2016 AQ36
- 2016 AV36
- 2016 AA37
- 2016 AH37
- 2016 AL37
- 2016 AO37
- 2016 AT37
- 2016 AV37
- 2016 AY37
- 2016 AB38
- 2016 AF38
- 2016 AH38
- 2016 AZ38
- 2016 AC39
- 2016 AD39
- 2016 AE39
- 2016 AF39
- 2016 AH39
- 2016 AK39
- 2016 AM39
- 2016 AP39
- 2016 AR39
- 2016 AY39
- 2016 AA40
- 2016 AB40
- 2016 AF40
- 2016 AH40
- 2016 AK40
- 2016 AP40
- 2016 AQ40
- 2016 AY40
- 2016 AZ40
- 2016 AE41
- 2016 AN41
- 2016 AP41
- 2016 AY41
- 2016 AZ41
- 2016 AH42
- 2016 AJ42
- 2016 AO42
- 2016 AP42
- 2016 AR42
- 2016 AG43
- 2016 AH43
- 2016 AK43
- 2016 AN43
- 2016 AD44
- 2016 AJ44
- 2016 AN44
- 2016 AS44
- 2016 AT44
- 2016 AX44
- 2016 AY44
- 2016 AJ45
- 2016 AK45
- 2016 AM45
- 2016 AT45
- 2016 AV45
- 2016 AN46
- 2016 AP46
- 2016 AC47
- 2016 AF47
- 2016 AJ47
- 2016 AL47
- 2016 AO47
- 2016 AQ47
- 2016 AR47
- 2016 AT47
- 2016 AU47
- 2016 AV47
- 2016 AY47
- 2016 AB48
- 2016 AD48
- 2016 AG48
- 2016 AO48
- 2016 AQ48
- 2016 AT48
- 2016 AX48
- 2016 AA49
- 2016 AD49
- 2016 AF49
- 2016 AM49
- 2016 AQ49
- 2016 AS49
- 2016 AT49
- 2016 AU49
- 2016 AW49
- 2016 AX49
- 2016 AY49
- 2016 AC50
- 2016 AM50
- 2016 AP50
- 2016 AX50
- 2016 AB51
- 2016 AC51
- 2016 AN51
- 2016 AO51
- 2016 AU51
- 2016 AW51
- 2016 AX51
- 2016 AZ51
- 2016 AB52
- 2016 AL52
- 2016 AN52
- 2016 AT52
- 2016 AU52
- 2016 AV52
- 2016 AW52
- 2016 AZ52
- 2016 AD53
- 2016 AE53
- 2016 AL53
- 2016 AN53
- 2016 AQ53
- 2016 AV53
- 2016 AD54
- 2016 AH54
- 2016 AK54
- 2016 AL54
- 2016 AN54
- 2016 AZ54
- 2016 AB55
- 2016 AH55
- 2016 AK55
- 2016 AL55
- 2016 AQ55
- 2016 AT55
- 2016 AV55
- 2016 AX55
- 2016 AY55
- 2016 AF56
- 2016 AG56
- 2016 AM56
- 2016 AO56
- 2016 AQ56
- 2016 AU56
- 2016 AV56
- 2016 AY56
- 2016 AC57
- 2016 AH57
- 2016 AN57
- 2016 AQ57
- 2016 AS57
- 2016 AT57
- 2016 AU57
- 2016 AV57
- 2016 AW57
- 2016 AX57
- 2016 AC58
- 2016 AE58
- 2016 AH58
- 2016 AJ58
- 2016 AK58
- 2016 AM58
- 2016 AR58
- 2016 AV58
- 2016 AW58
- 2016 AX58
- 2016 AA59
- 2016 AE59
- 2016 AF59
- 2016 AL59
- 2016 AP59
- 2016 AS59
- 2016 AT59
- 2016 AU59
- 2016 AV59
- 2016 AW59
- 2016 AX59
- 2016 AZ59
- 2016 AC60
- 2016 AH60
- 2016 AK60
- 2016 AP60
- 2016 AQ60
- 2016 AT60
- 2016 AU60
- 2016 AY60
- 2016 AA61
- 2016 AB61
- 2016 AC61
- 2016 AH61
- 2016 AJ61
- 2016 AL61
- 2016 AN61
- 2016 AP61
- 2016 AQ61
- 2016 AU61
- 2016 AX61
- 2016 AY61
- 2016 AZ61
- 2016 AL62
- 2016 AU62
- 2016 AC63
- 2016 AM63
- 2016 AN63
- 2016 AS63
- 2016 AT63
- 2016 AU63
- 2016 AV63
- 2016 AW63
- 2016 AK64
- 2016 AM64
- 2016 AN64
- 2016 AO64
- 2016 AP64
- 2016 AQ64
- 2016 AR64
- 2016 AV64
- 2016 AW64
- 2016 AX64
- 2016 AY64
- 2016 AZ64
- 2016 AA65
- 2016 AB65
- 2016 AC65
- 2016 AD65
- 2016 AE65
- 2016 AF65
- 2016 AG65
- 2016 AH65
- 2016 AJ65
- 2016 AL65
- 2016 AM65
- 2016 AN65
- 2016 AO65
- 2016 AP65
- 2016 AQ65
- 2016 AR65
- 2016 AS65
- 2016 AT65
- 2016 AU65
- 2016 AV65
- 2016 AW65
- 2016 AX65
- 2016 AY65
- 2016 AZ65
- 2016 AA66
- 2016 AB66
- 2016 AD66
- 2016 AE66
- 2016 AF66
- 2016 AG66
- 2016 AH66
- 2016 AJ66
- 2016 AK66
- 2016 AL66
- 2016 AM66
- 2016 AN66
- 2016 AO66
- 2016 AQ66
- 2016 AS66
- 2016 AU66
- 2016 AX66
- 2016 AD67
- 2016 AE67
- 2016 AG67
- 2016 AK67
- 2016 AL67
- 2016 AO67
- 2016 AR67
- 2016 AS67
- 2016 AU67
- 2016 AV67
- 2016 AZ67
- 2016 AE68
- 2016 AN68
- 2016 AR68
- 2016 AW68
- 2016 AX68
- 2016 AB69
- 2016 AJ69
- 2016 AN69
- 2016 AY69
- 2016 AC70
- 2016 AD70
- 2016 AG70
- 2016 AH70
- 2016 AP70
- 2016 AT70
- 2016 AC71
- 2016 AJ71
- 2016 AN71
- 2016 AO71
- 2016 AS71
- 2016 AC72
- 2016 AE72
- 2016 AL72
- 2016 AP72
- 2016 AR72
- 2016 AT72
- 2016 AZ72
- 2016 AA73
- 2016 AJ73
- 2016 AT73
- 2016 AA74
- 2016 AB74
- 2016 AJ74
- 2016 AM74
- 2016 AR74
- 2016 AV74
- 2016 AW74
- 2016 AZ74
- 2016 AD75
- 2016 AS75
- 2016 AC76
- 2016 AL76
- 2016 AN76
- 2016 AP76
- 2016 AQ76
- 2016 AR76
- 2016 AV76
- 2016 AA77
- 2016 AB77
- 2016 AC77
- 2016 AD77
- 2016 AM77
- 2016 AN77
- 2016 AO77
- 2016 AX77
- 2016 AA78
- 2016 AB78
- 2016 AC78
- 2016 AK78
- 2016 AM78
- 2016 AR78
- 2016 AS78
- 2016 AU78
- 2016 AM79
- 2016 AN79
- 2016 AQ79
- 2016 AR79
- 2016 AS79
- 2016 AU79
- 2016 AV79
- 2016 AX79
- 2016 AC80
- 2016 AE80
- 2016 AJ80
- 2016 AL80
- 2016 AS80
- 2016 AX80
- 2016 AA81
- 2016 AF81
- 2016 AG81
- 2016 AL81
- 2016 AO81
- 2016 AP81
- 2016 AT81
- 2016 AF82
- 2016 AG82
- 2016 AL82
- 2016 AM82
- 2016 AO82
- 2016 AQ82
- 2016 AT82
- 2016 AX82
- 2016 AA83
- 2016 AF83
- 2016 AK83
- 2016 AS83
- 2016 AW83
- 2016 AE84
- 2016 AG84
- 2016 AM84
- 2016 AS84
- 2016 AV84
- 2016 AW84
- 2016 AY84
- 2016 AB85
- 2016 AH85
- 2016 AJ85
- 2016 AK85
- 2016 AR85
- 2016 AS85
- 2016 AU85
- 2016 AW85
- 2016 AY85
- 2016 AL86
- 2016 AM86
- 2016 AO86
- 2016 AR86
- 2016 AT86
- 2016 AC87
- 2016 AR87
- 2016 AQ88
- 2016 AT88
- 2016 AY88
- 2016 AA89
- 2016 AG89
- 2016 AK89
- 2016 AR89
- 2016 AT89
- 2016 AW89
- 2016 AY89
- 2016 AA90
- 2016 AE90
- 2016 AF90
- 2016 AK90
- 2016 AL90
- 2016 AM90
- 2016 AP90
- 2016 AQ90
- 2016 AT90
- 2016 AU90
- 2016 AB91
- 2016 AE91
- 2016 AF91
- 2016 AC92
- 2016 AE92
- 2016 AE93
- 2016 AN93
- 2016 AP93
- 2016 AR93
- 2016 AT93
- 2016 AU93
- 2016 AX93
- 2016 AY93
- 2016 AA94
- 2016 AD94
- 2016 AG94
- 2016 AN94
- 2016 AQ94
- 2016 AY94
- 2016 AD95
- 2016 AF95
- 2016 AM95
- 2016 AQ95
- 2016 AS95
- 2016 AU95
- 2016 AZ95
- 2016 AA96
- 2016 AC96
- 2016 AD96
- 2016 AM96
- 2016 AS96
- 2016 AC97
- 2016 AM97
- 2016 AO97
- 2016 AV97
- 2016 AG98
- 2016 AH98
- 2016 AK98
- 2016 AL98
- 2016 AQ98
- 2016 AS98
- 2016 AC99
- 2016 AG99
- 2016 AJ99
- 2016 AK99
- 2016 AT99
- 2016 AV99
- 2016 AX99
- 2016 AZ99
- 2016 AB100
- 2016 AF100
- 2016 AL100
- 2016 AS100
- 2016 AZ100
- 2016 AA101
- 2016 AE101
- 2016 AL101
- 2016 AM101
- 2016 AN101
- 2016 AO101
- 2016 AP101
- 2016 AR101
- 2016 AV101
- 2016 AY101
- 2016 AB102
- 2016 AH102
- 2016 AN102
- 2016 AP102
- 2016 AR102
- 2016 AS102
- 2016 AT102
- 2016 AU102
- 2016 AY102
- 2016 AB103
- 2016 AL103
- 2016 AM103
- 2016 AN103
- 2016 AW103
- 2016 AZ103
- 2016 AB104
- 2016 AD104
- 2016 AJ104
- 2016 AS104
- 2016 AT104
- 2016 AZ104
- 2016 AJ105
- 2016 AL105
- 2016 AQ105
- 2016 AU105
- 2016 AY105
- 2016 AG106
- 2016 AN106
- 2016 AY106
- 2016 AK107
- 2016 AR107
- 2016 AV107
- 2016 AW107
- 2016 AA108
- 2016 AG108
- 2016 AH108
- 2016 AJ108
- 2016 AM108
- 2016 AO108
- 2016 AC109
- 2016 AL109
- 2016 AM109
- 2016 AR109
- 2016 AT109
- 2016 AY109
- 2016 AA110
- 2016 AN110
- 2016 AR110
- 2016 AW110
- 2016 AA111
- 2016 AK111
- 2016 AP111
- 2016 AQ111
- 2016 AV111
- 2016 AW111
- 2016 AX111
- 2016 AC112
- 2016 AE112
- 2016 AG112
- 2016 AJ112
- 2016 AK112
- 2016 AP112
- 2016 AV112
- 2016 AW112
- 2016 AG113
- 2016 AO113
- 2016 AR113
- 2016 AU113
- 2016 AV113
- 2016 AY113
- 2016 AG114
- 2016 AQ114
- 2016 AY114
- 2016 AA115
- 2016 AB115
- 2016 AW115
- 2016 AX115
- 2016 AA116
- 2016 AC116
- 2016 AD116
- 2016 AG116
- 2016 AH116
- 2016 AL116
- 2016 AS116
- 2016 AF117
- 2016 AV117
- 2016 AZ117
- 2016 AC118
- 2016 AD118
- 2016 AK118
- 2016 AT118
- 2016 AU118
- 2016 AX118
- 2016 AB119
- 2016 AD119
- 2016 AM119
- 2016 AQ119
- 2016 AT119
- 2016 AD120
- 2016 AJ120
- 2016 AE121
- 2016 AF121
- 2016 AD122
- 2016 AK122
- 2016 AF123
- 2016 AJ123
- 2016 AN123
- 2016 AQ123
- 2016 AX123
- 2016 AC124
- 2016 AE124
- 2016 AJ124
- 2016 AL124
- 2016 AN124
- 2016 AT124
- 2016 AV124
- 2016 AX124
- 2016 AY124
- 2016 AA125
- 2016 AB125
- 2016 AC125
- 2016 AD125
- 2016 AF125
- 2016 AJ125
- 2016 AM125
- 2016 AU125
- 2016 AV125
- 2016 AB126
- 2016 AD126
- 2016 AG126
- 2016 AM126
- 2016 AQ127
- 2016 AX127
- 2016 AQ128
- 2016 AC129
- 2016 AD129
- 2016 AM129
- 2016 AN129
- 2016 AA130
- 2016 AC130
- 2016 AE130
- 2016 AJ130
- 2016 AP130
- 2016 AR130
- 2016 AT130
- 2016 AU130
- 2016 AV130
- 2016 AW130
- 2016 AB131
- 2016 AF131
- 2016 AG131
- 2016 AH131
- 2016 AK131
- 2016 AL131
- 2016 AM131
- 2016 AN131
- 2016 AO131
- 2016 AP131
- 2016 AQ131
- 2016 AR131
- 2016 AT131
- 2016 AZ131
- 2016 AB132
- 2016 AG132
- 2016 AH132
- 2016 AK132
- 2016 AL132
- 2016 AN132
- 2016 AQ132
- 2016 AU132
- 2016 AZ132
- 2016 AB133
- 2016 AE133
- 2016 AL133
- 2016 AP133
- 2016 AU133
- 2016 AX133
- 2016 AY133
- 2016 AA134
- 2016 AB134
- 2016 AF134
- 2016 AG134
- 2016 AH134
- 2016 AJ134
- 2016 AL134
- 2016 AP134
- 2016 AR134
- 2016 AW134
- 2016 AX134
- 2016 AY134
- 2016 AA135
- 2016 AF135
- 2016 AK135
- 2016 AO135
- 2016 AW135
- 2016 AX135
- 2016 AY135
- 2016 AH136
- 2016 AJ136
- 2016 AL136
- 2016 AQ136
- 2016 AT136
- 2016 AU136
- 2016 AX136
- 2016 AB137
- 2016 AF137
- 2016 AG137
- 2016 AH137
- 2016 AM137
- 2016 AP137
- 2016 AQ137
- 2016 AT137
- 2016 AV137
- 2016 AB138
- 2016 AD138
- 2016 AF138
- 2016 AM138
- 2016 AN138
- 2016 AS138
- 2016 AU138
- 2016 AZ138
- 2016 AA139
- 2016 AO139
- 2016 AP139
- 2016 AQ139
- 2016 AS139
- 2016 AW139
- 2016 AA140
- 2016 AC140
- 2016 AN140
- 2016 AP140
- 2016 AV140
- 2016 AW140
- 2016 AY140
- 2016 AB141
- 2016 AN141
- 2016 AQ141
- 2016 AU141
- 2016 AA142
- 2016 AC142
- 2016 AE142
- 2016 AK142
- 2016 AS142
- 2016 AX142
- 2016 AA143
- 2016 AD143
- 2016 AE143
- 2016 AG143
- 2016 AH143
- 2016 AJ143
- 2016 AN143
- 2016 AO143
- 2016 AW143
- 2016 AE144
- 2016 AH144
- 2016 AM144
- 2016 AO144
- 2016 AS144
- 2016 AX144
- 2016 AZ144
- 2016 AG145
- 2016 AL145
- 2016 AN145
- 2016 AQ145
- 2016 AS145
- 2016 AT145
- 2016 AY145
- 2016 AA146
- 2016 AE146
- 2016 AH146
- 2016 AO146
- 2016 AQ146
- 2016 AR146
- 2016 AS146
- 2016 AT146
- 2016 AV146
- 2016 AC147
- 2016 AE147
- 2016 AF147
- 2016 AN147
- 2016 AP147
- 2016 AR147
- 2016 AE148
- 2016 AF148
- 2016 AQ148
- 2016 AT148
- 2016 AU148
- 2016 AY148
- 2016 AC149
- 2016 AD149
- 2016 AH149
- 2016 AJ149
- 2016 AM149
- 2016 AP149
- 2016 AQ149
- 2016 AU149
- 2016 AV149
- 2016 AW149
- 2016 AY149
- 2016 AZ149
- 2016 AD150
- 2016 AG150
- 2016 AM150
- 2016 AN150
- 2016 AO150
- 2016 AQ150
- 2016 AT150
- 2016 AW150
- 2016 AX150
- 2016 AY150
- 2016 AC151
- 2016 AK151
- 2016 AS151
- 2016 AV151
- 2016 AX151
- 2016 AY151
- 2016 AC152
- 2016 AE152
- 2016 AG152
- 2016 AH152
- 2016 AP152
- 2016 AQ152
- 2016 AR152
- 2016 AS152
- 2016 AT152
- 2016 AU152
- 2016 AV152
- 2016 AW152
- 2016 AX152
- 2016 AY152
- 2016 AB153
- 2016 AD153
- 2016 AH153
- 2016 AJ153
- 2016 AL153
- 2016 AM153
- 2016 AP153
- 2016 AQ153
- 2016 AV153
- 2016 AY153
- 2016 AA154
- 2016 AB154
- 2016 AE154
- 2016 AK154
- 2016 AL154
- 2016 AR154
- 2016 AS154
- 2016 AV154
- 2016 AA155
- 2016 AC155
- 2016 AF155
- 2016 AJ155
- 2016 AP155
- 2016 AR155
- 2016 AU155
- 2016 AZ155
- 2016 AA156
- 2016 AD156
- 2016 AF156
- 2016 AG156
- 2016 AK156
- 2016 AT156
- 2016 AV156
- 2016 AX156
- 2016 AA157
- 2016 AE157
- 2016 AF157
- 2016 AG157
- 2016 AK157
- 2016 AO157
- 2016 AV157
- 2016 AY157
- 2016 AC158
- 2016 AD158
- 2016 AH158
- 2016 AJ158
- 2016 AK158
- 2016 AL158
- 2016 AN158
- 2016 AQ158
- 2016 AV158
- 2016 AW158
- 2016 AY158
- 2016 AA159
- 2016 AB159
- 2016 AE159
- 2016 AH159
- 2016 AN159
- 2016 AW159
- 2016 AY159
- 2016 AB160
- 2016 AD160
- 2016 AE160
- 2016 AM160
- 2016 AN160
- 2016 AO160
- 2016 AT160
- 2016 AU160
- 2016 AD161
- 2016 AE161
- 2016 AL161
- 2016 AM161
- 2016 AP161
- 2016 AR161
- 2016 AT161
- 2016 AV161
- 2016 AZ161
- 2016 AA162
- 2016 AB162
- 2016 AC162
- 2016 AL162
- 2016 AQ162
- 2016 AU162
- 2016 AW162
- 2016 AZ162
- 2016 AA163
- 2016 AC163
- 2016 AE163
- 2016 AF163
- 2016 AH163
- 2016 AJ163
- 2016 AL163
- 2016 AP163
- 2016 AT163
- 2016 AW163
- 2016 AY163
- 2016 AD164
- 2016 AE164
- 2016 AH164
- 2016 AJ164
- 2016 AM164
- 2016 AN164
- 2016 AO164
- 2016 AP164
- 2016 AQ164
- 2016 AR164
- 2016 AS164
- 2016 AU164
- 2016 AV164
- 2016 AW164
- 2016 AX164
- 2016 AY164
- 2016 AA165
- 2016 AD165
- 2016 AE165
- 2016 AF165
- 2016 AG165
- 2016 AH165
- 2016 AJ165
- 2016 AK165
- 2016 AL165
- 2016 AM165
- 2016 AN165
- 2016 AO165
- 2016 AR165
- 2016 AS165
- 2016 AU165
- 2016 AW165
- 2016 AX165
- 2016 AY165
- 2016 AZ165
- 2016 AA166
- 2016 AB166
- 2016 AC166
- 2016 AD166
- 2016 AE166
- 2016 AF166
- 2016 AG166
- 2016 AJ166
- 2016 AV166
- 2016 AW166
- 2016 AX166
- 2016 AY166
- 2016 AZ166
- 2016 AD167
- 2016 AH167
- 2016 AK167
- 2016 AL167
- 2016 AM167
- 2016 AN167
- 2016 AP167
- 2016 AR167
- 2016 AU167
- 2016 AV167
- 2016 AB168
- 2016 AE168
- 2016 AU168
- 2016 AV168
- 2016 AW168
- 2016 AA169
- 2016 AC169
- 2016 AD169
- 2016 AE169
- 2016 AH169
- 2016 AK169
- 2016 AL169
- 2016 AU169
- 2016 AY169
- 2016 AZ169
- 2016 AE170
- 2016 AJ170
- 2016 AK170
- 2016 AL170
- 2016 AM170
- 2016 AQ170
- 2016 AS170
- 2016 AX170
- 2016 AZ170
- 2016 AA171
- 2016 AH171
- 2016 AW171
- 2016 AM172
- 2016 AR172
- 2016 AV172
- 2016 AE173
- 2016 AL173
- 2016 AR173
- 2016 AS173
- 2016 AT173
- 2016 AZ173
- 2016 AC174
- 2016 AJ174
- 2016 AK174
- 2016 AA175
- 2016 AC175
- 2016 AR175
- 2016 AS175
- 2016 AU175
- 2016 AW175
- 2016 AZ175
- 2016 AC176
- 2016 AD176
- 2016 AE176
- 2016 AL176
- 2016 AN176
- 2016 AQ176
- 2016 AX176
- 2016 AA177
- 2016 AE177
- 2016 AR177
- 2016 AS177
- 2016 AW177
- 2016 AA178
- 2016 AH178
- 2016 AK178
- 2016 AL178
- 2016 AO178
- 2016 AR178
- 2016 AU178
- 2016 AB179
- 2016 AD179
- 2016 AF179
- 2016 AG179
- 2016 AJ179
- 2016 AK179
- 2016 AL179
- 2016 AP179
- 2016 AV179
- 2016 AW179
- 2016 AY179
- 2016 AD180
- 2016 AF180
- 2016 AJ180
- 2016 AK180
- 2016 AO180
- 2016 AQ180
- 2016 AS180
- 2016 AV180
- 2016 AX180
- 2016 AD181
- 2016 AH181
- 2016 AJ181
- 2016 AK181
- 2016 AZ181
- 2016 AG182
- 2016 AH182
- 2016 AL182
- 2016 AN182
- 2016 AO182
- 2016 AU182
- 2016 AV182
- 2016 AW182
- 2016 AF183
- 2016 AW183
- 2016 AX183
- 2016 AC184
- 2016 AK184
- 2016 AE185
- 2016 AH185
- 2016 AK185
- 2016 AO185
- 2016 AU185
- 2016 AY185
- 2016 AB186
- 2016 AE186
- 2016 AJ186
- 2016 AQ186
- 2016 AQ187
- 2016 AT187
- 2016 AK188
- 2016 AN188
- 2016 AU188
- 2016 AW188
- 2016 AA189
- 2016 AE189
- 2016 AF189
- 2016 AJ189
- 2016 AK189
- 2016 AM189
- 2016 AP189
- 2016 AU189
- 2016 AV189
- 2016 AC190
- 2016 AH190
- 2016 AL190
- 2016 AP190
- 2016 AV190
- 2016 AZ190
- 2016 AC191
- 2016 AE191
- 2016 AF191
- 2016 AG191
- 2016 AJ191
- 2016 AO191
- 2016 AQ191
- 2016 AB192
- 2016 AU192
- 2016 AV192
- 2016 AW192
- 2016 AY192
- 2016 AA193
- 2016 AB193
- 2016 AC193
- 2016 AD193
- 2016 AF193
- 2016 AG193
- 2016 AH193
- 2016 AK193
- 2016 AL193
- 2016 AN193
- 2016 AO193
- 2016 AP193
- 2016 AQ193
- 2016 AR193
- 2016 AS193
- 2016 AT193
- 2016 AU193
- 2016 AV193
- 2016 AW193
- 2016 AY193
- 2016 AZ193
- 2016 AA194
- 2016 AC194
- 2016 AD194
- 2016 AJ194
- 2016 AP194
- 2016 AS194
- 2016 AU194
- 2016 AX194
- 2016 AA195
- 2016 AB195
- 2016 AF195
- 2016 AG195
- 2016 AJ195
- 2016 AN195
- 2016 AO195
- 2016 AT195
- 2016 AW195
- 2016 AY195
- 2016 AZ195
- 2016 AC196
- 2016 AD196
- 2016 AE196
- 2016 AF196
- 2016 AJ196
- 2016 AL196
- 2016 AO196
- 2016 AQ196
- 2016 AR196
- 2016 AS196
- 2016 AT196
- 2016 AU196
- 2016 AV196
- 2016 AX196
- 2016 AY196
- 2016 AA197
- 2016 AB197
- 2016 AC197
- 2016 AD197
- 2016 AE197
- 2016 AF197
- 2016 AG197
- 2016 AH197
- 2016 AJ197
- 2016 AK197
- 2016 AL197
- 2016 AM197
- 2016 AN197
- 2016 AO197
- 2016 AP197
- 2016 AQ197
- 2016 AT197
- 2016 AU197
- 2016 AV197
- 2016 AW197
- 2016 AX197
- 2016 AY197
- 2016 AZ197
- 2016 AA198
- 2016 AB198
- 2016 AC198
- 2016 AD198
- 2016 AE198
- 2016 AF198
- 2016 AG198
- 2016 AH198
- 2016 AJ198
- 2016 AK198
- 2016 AM198
- 2016 AN198
- 2016 AO198
- 2016 AP198
- 2016 AQ198
- 2016 AR198
- 2016 AS198
- 2016 AT198
- 2016 AU198
- 2016 AX198
- 2016 AZ198
- 2016 AA199
- 2016 AB199
- 2016 AC199
- 2016 AD199
- 2016 AE199
- 2016 AG199
- 2016 AH199
- 2016 AL199
- 2016 AM199
- 2016 AN199
- 2016 AO199
- 2016 AP199
- 2016 AQ199
- 2016 AR199
- 2016 AS199
- 2016 AT199
- 2016 AU199
- 2016 AV199
- 2016 AW199
- 2016 AX199
- 2016 AY199
- 2016 AZ199
- 2016 AA200
- 2016 AE200
- 2016 AH200
- 2016 AK200
- 2016 AL200
- 2016 AP200
- 2016 AQ200
- 2016 AS200
- 2016 AV200
- 2016 AY200
- 2016 AZ200
- 2016 AA201
- 2016 AB201
- 2016 AC201
- 2016 AD201
- 2016 AE201
- 2016 AF201
- 2016 AG201
- 2016 AJ201
- 2016 AK201
- 2016 AL201
- 2016 AN201
- 2016 AO201
- 2016 AQ201
- 2016 AR201
- 2016 AS201
- 2016 AU201
- 2016 AV201
- 2016 AW201
- 2016 AX201
- 2016 AY201
- 2016 AB202
- 2016 AC202
- 2016 AE202
- 2016 AG202
- 2016 AH202
- 2016 AJ202
- 2016 AK202
- 2016 AL202
- 2016 AN202
- 2016 AO202
- 2016 AQ202
- 2016 AR202
- 2016 AS202
- 2016 AT202
- 2016 AU202
- 2016 AW202
- 2016 AY202
- 2016 AZ202
- 2016 AA203
- 2016 AB203
- 2016 AC203
- 2016 AD203
- 2016 AE203
- 2016 AG203
- 2016 AH203
- 2016 AJ203
- 2016 AK203
- 2016 AL203
- 2016 AM203
- 2016 AO203
- 2016 AP203
- 2016 AR203
- 2016 AU203
- 2016 AY203
- 2016 AZ203
- 2016 AA204
- 2016 AD204
- 2016 AE204
- 2016 AF204
- 2016 AG204
- 2016 AJ204
- 2016 AK204
- 2016 AL204
- 2016 AN204
- 2016 AO204
- 2016 AP204
- 2016 AQ204
- 2016 AT204
- 2016 AU204
- 2016 AV204
- 2016 AW204
- 2016 AX204
- 2016 AY204
- 2016 AZ204
- 2016 AA205
- 2016 AB205
- 2016 AC205
- 2016 AD205
- 2016 AE205
- 2016 AF205
- 2016 AG205
- 2016 AH205
- 2016 AK205
- 2016 AL205
- 2016 AM205
- 2016 AP205
- 2016 AQ205
- 2016 AR205
- 2016 AT205
- 2016 AV205
- 2016 AW205
- 2016 AY205
- 2016 AZ205
- 2016 AA206
- 2016 AB206
- 2016 AD206
- 2016 AE206
- 2016 AF206
- 2016 AH206
- 2016 AJ206
- 2016 AK206
- 2016 AN206
- 2016 AP206
- 2016 AS206
- 2016 AT206
- 2016 AW206
- 2016 AX206
- 2016 AY206
- 2016 AA207
- 2016 AD207
- 2016 AE207
- 2016 AF207
- 2016 AJ207
- 2016 AK207
- 2016 AL207
- 2016 AM207
- 2016 AN207
- 2016 AQ207
- 2016 AR207
- 2016 AT207
- 2016 AU207
- 2016 AV207
- 2016 AX207
- 2016 AY207
- 2016 AZ207
- 2016 AA208
- 2016 AB208
- 2016 AC208
- 2016 AF208
- 2016 AG208
- 2016 AJ208
- 2016 AK208
- 2016 AN208
- 2016 AO208
- 2016 AP208
- 2016 AR208
- 2016 AS208
- 2016 AT208
- 2016 AV208
- 2016 AX208
- 2016 AY208
- 2016 AZ208
- 2016 AB209
- 2016 AD209
- 2016 AE209
- 2016 AF209
- 2016 AH209
- 2016 AJ209
- 2016 AK209
- 2016 AM209
- 2016 AN209
- 2016 AP209
- 2016 AT209
- 2016 AZ209
- 2016 AF210
- 2016 AG210
- 2016 AH210
- 2016 AJ210
- 2016 AK210
- 2016 AL210
- 2016 AN210
- 2016 AO210
- 2016 AP210
- 2016 AQ210
- 2016 AR210
- 2016 AT210
- 2016 AU210
- 2016 AV210
- 2016 AW210
- 2016 AX210
- 2016 AZ210
- 2016 AC211
- 2016 AD211
- 2016 AE211
- 2016 AG211
- 2016 AH211
- 2016 AJ211
- 2016 AL211
- 2016 AM211
- 2016 AN211
- 2016 AO211
- 2016 AQ211
- 2016 AR211
- 2016 AT211
- 2016 AU211
- 2016 AV211
- 2016 AW211
- 2016 AX211
- 2016 AY211
- 2016 AZ211
- 2016 AA212
- 2016 AC212
- 2016 AE212
- 2016 AG212
- 2016 AH212
- 2016 AJ212
- 2016 AL212
- 2016 AN212
- 2016 AO212
- 2016 AP212
- 2016 AQ212
- 2016 AR212
- 2016 AS212
- 2016 AT212
- 2016 AV212
- 2016 AW212
- 2016 AX212
- 2016 AY212
- 2016 AZ212
- 2016 AA213
- 2016 AB213
- 2016 AC213
- 2016 AD213
- 2016 AE213
- 2016 AH213
- 2016 AJ213
- 2016 AK213
- 2016 AL213
- 2016 AM213
- 2016 AP213
- 2016 AQ213
- 2016 AR213
- 2016 AT213
- 2016 AV213
- 2016 AW213
- 2016 AX213
- 2016 AY213
- 2016 AB214
- 2016 AC214
- 2016 AE214
- 2016 AF214
- 2016 AG214
- 2016 AH214
- 2016 AK214
- 2016 AL214
- 2016 AN214
- 2016 AO214
- 2016 AP214
- 2016 AQ214
- 2016 AR214
- 2016 AS214
- 2016 AT214
- 2016 AU214
- 2016 AW214
- 2016 AY214
- 2016 AZ214
- 2016 AA215
- 2016 AB215
- 2016 AC215
- 2016 AE215
- 2016 AH215
- 2016 AJ215
- 2016 AK215
- 2016 AL215
- 2016 AM215
- 2016 AN215
- 2016 AO215
- 2016 AP215
- 2016 AR215
- 2016 AS215
- 2016 AT215
- 2016 AX215
- 2016 AN216
- 2016 AR216
- 2016 AV216
- 2016 AJ218
- 2016 AN219
- 2016 AY219
- 2016 AB220
- 2016 AD220
- 2016 AK220
- 2016 AE221
- 2016 AY221
- 2016 AB222
- 2016 AH222
- 2016 AJ222
- 2016 AZ222
- 2016 AX223
- 2016 AE225
- 2016 AR225
- 2016 AZ225
- 2016 AA226
- 2016 AJ226
- 2016 AS226
- 2016 AY226
- 2016 AD227
- 2016 AJ227
- 2016 AK227
- 2016 AW227
- 2016 AL228
- 2016 AZ228
- 2016 AE229
- 2016 AU229
- 2016 AD230
- 2016 AT230
- 2016 AY230
- 2016 AC231
- 2016 AE231
- 2016 AL231
- 2016 AN231
- 2016 AS231
- 2016 AF232
- 2016 AG232
- 2016 AK232
- 2016 AP232
- 2016 AQ232
- 2016 AR232
- 2016 AT232
- 2016 AU232
- 2016 AH233
- 2016 AN233
- 2016 AY233
- 2016 AA234
- 2016 AC234
- 2016 AE234
- 2016 AF234
- 2016 AG234
- 2016 AO234
- 2016 AR234
- 2016 AW234
- 2016 AZ234
- 2016 AD235
- 2016 AF235
- 2016 AL235
- 2016 AO235
- 2016 AW235
- 2016 AQ237
- 2016 AC238
- 2016 AM238
- 2016 AV238
- 2016 AW238
- 2016 AX238
- 2016 AY238
- 2016 AC239
- 2016 AH239
- 2016 AJ239
- 2016 AL239
- 2016 AS239
- 2016 AB240
- 2016 AM240
- 2016 AD241
- 2016 AF241
- 2016 AM241
- 2016 AP241
- 2016 AQ241
- 2016 AR241
- 2016 AS241
- 2016 AU241
- 2016 AV241
- 2016 AY241
- 2016 AC242
- 2016 AD242
- 2016 AH242
- 2016 AJ242
- 2016 AM242
- 2016 AT242
- 2016 AU242
- 2016 AW242
- 2016 AJ243
- 2016 AO243
- 2016 AX243
- 2016 AG244
- 2016 AH244
- 2016 AJ244
- 2016 AK244
- 2016 AW244
- 2016 AZ244
- 2016 AH245
- 2016 AA246
- 2016 AC246
- 2016 AD246
- 2016 AF246
- 2016 AK246
- 2016 AL246
- 2016 AN246
- 2016 AO246
- 2016 AP246
- 2016 AU246
- 2016 AV246
- 2016 AC247
- 2016 AO247
- 2016 AQ247
- 2016 AZ247
- 2016 AA248
- 2016 AB248
- 2016 AD248
- 2016 AH248
- 2016 AK248
- 2016 AM248
- 2016 AT248
- 2016 AV248
- 2016 AR249
- 2016 AU249
- 2016 AV249
- 2016 AF250
- 2016 AV250
- 2016 AA251
- 2016 AA252
- 2016 AC252
- 2016 AJ252
- 2016 AP252
- 2016 AC253
- 2016 AV253
- 2016 AA254
- 2016 AH254
- 2016 AJ254
- 2016 AK254
- 2016 AO254
- 2016 AP254
- 2016 AY254
- 2016 AH255
- 2016 AN255
- 2016 AE256
- 2016 AJ256
- 2016 AK256
- 2016 AL256
- 2016 AM256
- 2016 AU256
- 2016 AZ256
- 2016 AB257
- 2016 AG257
- 2016 AJ257
- 2016 AO257
- 2016 AZ257
- 2016 AA258
- 2016 AD258
- 2016 AN258
- 2016 AQ258
- 2016 AT258
- 2016 AD259
- 2016 AE259
- 2016 AF259
- 2016 AH259
- 2016 AP259
- 2016 AT259
- 2016 AA260
- 2016 AB260
- 2016 AK260
- 2016 AN260
- 2016 AT260
- 2016 AZ260
- 2016 AP261
- 2016 AS261
- 2016 AE262
- 2016 AX263
- 2016 AZ263
- 2016 AA264
- 2016 AB264
- 2016 AF264
- 2016 AJ264
- 2016 AK264
- 2016 AQ264
- 2016 AU264
- 2016 AV264
- 2016 AY264
- 2016 AA265
- 2016 AF265
- 2016 AK265
- 2016 AL266
- 2016 AT266
- 2016 AZ266
- 2016 AB267
- 2016 AE267
- 2016 AK267
- 2016 AL267
- 2016 AN267
- 2016 AO267
- 2016 AR267
- 2016 AA268
- 2016 AB268
- 2016 AF268
- 2016 AN268
- 2016 AP268
- 2016 AW268
- 2016 AA269
- 2016 AB269
- 2016 AG269
- 2016 AH269
- 2016 AJ269
- 2016 AK269
- 2016 AL269
- 2016 AN269
- 2016 AO269
- 2016 AS269
- 2016 AZ269
- 2016 AD270
- 2016 AF270
- 2016 AL270
- 2016 AO270
- 2016 AQ270
- 2016 AV270
- 2016 AB271
- 2016 AF271
- 2016 AN272
- 2016 AP272
- 2016 AQ272
- 2016 AS272
- 2016 AW272
- 2016 AY272
- 2016 AL273
- 2016 AN273
- 2016 AO273
- 2016 AT273
- 2016 AU273
- 2016 AV273
- 2016 AB274
- 2016 AL274
- 2016 AS274
- 2016 AW274
- 2016 AB275
- 2016 AJ275
- 2016 AN275
- 2016 AO275
- 2016 AR275
- 2016 AW275
- 2016 AB276
- 2016 AD276
- 2016 AF276
- 2016 AK276
- 2016 AS276
- 2016 AU276
- 2016 AW276
- 2016 AZ276
- 2016 AA277
- 2016 AC277
- 2016 AH277
- 2016 AK277
- 2016 AM277
- 2016 AT277
- 2016 AN278
- 2016 AR278
- 2016 AT278
- 2016 AV278
- 2016 AX278
- 2016 AY278
- 2016 AZ278
- 2016 AA279
- 2016 AB279
- 2016 AC279
- 2016 AD279
- 2016 AH279
- 2016 AJ279
- 2016 AK279
- 2016 AL279
- 2016 AN279
- 2016 AO279
- 2016 AP279
- 2016 AQ279
- 2016 AR279
- 2016 AT279
- 2016 AW279
- 2016 AX279
- 2016 AY279
- 2016 AZ279
- 2016 AA280
- 2016 AC280
- 2016 AD280
- 2016 AF280
- 2016 AG280
- 2016 AH280
- 2016 AK280
- 2016 AL280
- 2016 AM280
- 2016 AN280
- 2016 AQ280
- 2016 AS280
- 2016 AT280
- 2016 AV280
- 2016 AW280
- 2016 AX280
- 2016 AY280
- 2016 AA281
- 2016 AC281
- 2016 AD281
- 2016 AE281
- 2016 AH281
- 2016 AJ281
- 2016 AK281
- 2016 AL281
- 2016 AM281
- 2016 AN281
- 2016 AO281
- 2016 AP281
- 2016 AR281
- 2016 AS281
- 2016 AT281
- 2016 AU281
- 2016 AW281
- 2016 AX281
- 2016 AY281
- 2016 AZ281
- 2016 AA282
- 2016 AB282
- 2016 AC282
- 2016 AD282
- 2016 AE282
- 2016 AF282
- 2016 AG282
- 2016 AH282
- 2016 AJ282
- 2016 AK282
- 2016 AL282
- 2016 AM282
- 2016 AO282
- 2016 AP282
- 2016 AQ282
- 2016 AR282
- 2016 AT282
- 2016 AV282
- 2016 AW282
- 2016 AY282
- 2016 AA283
- 2016 AB283
- 2016 AC283
- 2016 AD283
- 2016 AE283
- 2016 AF283
- 2016 AG283
- 2016 AJ283
- 2016 AK283
- 2016 AL283
- 2016 AM283
- 2016 AN283
- 2016 AP283
- 2016 AQ283
- 2016 AR283
- 2016 AS283
- 2016 AT283
- 2016 AU283
- 2016 AV283
- 2016 AW283
- 2016 AX283
- 2016 AZ283
- 2016 AA284
- 2016 AB284
- 2016 AD284
- 2016 AE284
- 2016 AF284
- 2016 AG284
- 2016 AH284
- 2016 AJ284
- 2016 AK284
- 2016 AL284
- 2016 AM284
- 2016 AN284
- 2016 AO284
- 2016 AQ284
- 2016 AR284
- 2016 AS284
- 2016 AT284
- 2016 AU284
- 2016 AV284
- 2016 AW284
- 2016 AY284
- 2016 AZ284
- 2016 AA285
- 2016 AC285
- 2016 AD285
- 2016 AE285
- 2016 AF285
- 2016 AG285
- 2016 AH285
- 2016 AJ285
- 2016 AL285
- 2016 AM285
- 2016 AN285
- 2016 AO285
- 2016 AP285
- 2016 AQ285
- 2016 AR285
- 2016 AS285
- 2016 AT285
- 2016 AV285
- 2016 AY285
- 2016 AZ285
- 2016 AC286
- 2016 AD286
- 2016 AE286
- 2016 AF286
- 2016 AH286
- 2016 AJ286
- 2016 AL286
- 2016 AM286
- 2016 AN286
- 2016 AO286
- 2016 AP286
- 2016 AQ286
- 2016 AR286
- 2016 AS286
- 2016 AT286
- 2016 AU286
- 2016 AV286
- 2016 AW286
- 2016 AX286
- 2016 AY286
- 2016 AZ286
- 2016 AA287
- 2016 AB287
- 2016 AC287
- 2016 AF287
- 2016 AG287
- 2016 AH287
- 2016 AJ287
- 2016 AK287
- 2016 AL287
- 2016 AM287
- 2016 AN287
- 2016 AO287
- 2016 AP287
- 2016 AQ287
- 2016 AR287
- 2016 AS287
- 2016 AT287
- 2016 AU287
- 2016 AV287
- 2016 AW287
- 2016 AX287
- 2016 AY287
- 2016 AA288
- 2016 AB288
- 2016 AC288
- 2016 AD288
- 2016 AF288
- 2016 AG288
- 2016 AH288
- 2016 AL288
- 2016 AM288
- 2016 AN288
- 2016 AO288
- 2016 AP288
- 2016 AQ288
- 2016 AR288
- 2016 AS288
- 2016 AT288
- 2016 AU288
- 2016 AV288
- 2016 AW288
- 2016 AX288
- 2016 AY288
- 2016 AZ288
- 2016 AA289
- 2016 AB289
- 2016 AC289
- 2016 AD289
- 2016 AE289
- 2016 AF289
- 2016 AG289
- 2016 AH289
- 2016 AJ289
- 2016 AK289
- 2016 AL289
- 2016 AM289
- 2016 AN289
- 2016 AO289
- 2016 AQ289
- 2016 AR289
- 2016 AS289
- 2016 AT289
- 2016 AU289
- 2016 AW289
- 2016 AX289
- 2016 AZ289
- 2016 AA290
- 2016 AB290
- 2016 AC290
- 2016 AD290
- 2016 AE290
- 2016 AF290
- 2016 AG290
- 2016 AK290
- 2016 AL290
- 2016 AM290
- 2016 AN290
- 2016 AO290
- 2016 AR290
- 2016 AS290
- 2016 AU290
- 2016 AV290
- 2016 AW290
- 2016 AX290
- 2016 AY290
- 2016 AZ290
- 2016 AB291
- 2016 AC291
- 2016 AD291
- 2016 AE291
- 2016 AF291
- 2016 AG291
- 2016 AH291
- 2016 AJ291
- 2016 AK291
- 2016 AL291
- 2016 AM291
- 2016 AN291
- 2016 AO291
- 2016 AP291
- 2016 AT291
- 2016 AU291
- 2016 AV291
- 2016 AW291
- 2016 AX291
- 2016 AY291
- 2016 AZ291
- 2016 AA292
- 2016 AC292
- 2016 AD292
- 2016 AE292
- 2016 AF292
- 2016 AG292
- 2016 AH292
- 2016 AJ292
- 2016 AK292
- 2016 AL292
- 2016 AM292
- 2016 AN292
- 2016 AO292
- 2016 AP292
- 2016 AQ292
- 2016 AR292
- 2016 AT292
- 2016 AU292
- 2016 AV292
- 2016 AW292
- 2016 AX292
- 2016 AZ292
- 2016 AA293
- 2016 AB293
- 2016 AF293
- 2016 AG293
- 2016 AH293
- 2016 AJ293
- 2016 AK293
- 2016 AM293
- 2016 AN293
- 2016 AO293
- 2016 AP293
- 2016 AQ293
- 2016 AR293
- 2016 AS293
- 2016 AV293
- 2016 AW293
- 2016 AX293
- 2016 AY293
- 2016 AZ293
- 2016 AA294
- 2016 AB294
- 2016 AC294
- 2016 AD294
- 2016 AE294
- 2016 AF294
- 2016 AG294
- 2016 AJ294
- 2016 AK294
- 2016 AL294
- 2016 AM294
- 2016 AN294
- 2016 AP294
- 2016 AQ294
- 2016 AS294
- 2016 AT294
- 2016 AU294
- 2016 AV294
- 2016 AW294
- 2016 AX294
- 2016 AY294
- 2016 AA295
- 2016 AB295
- 2016 AC295
- 2016 AD295
- 2016 AE295
- 2016 AF295
- 2016 AG295
- 2016 AH295
- 2016 AJ295
- 2016 AK295
- 2016 AL295
- 2016 AM295
- 2016 AN295
- 2016 AO295
- 2016 AP295
- 2016 AQ295
- 2016 AR295
- 2016 AS295
- 2016 AT295
- 2016 AU295
- 2016 AV295
- 2016 AX295
- 2016 AY295
- 2016 AZ295
- 2016 AA296
- 2016 AB296
- 2016 AC296
- 2016 AD296
- 2016 AF296
- 2016 AG296
- 2016 AJ296
- 2016 AK296
- 2016 AM296
- 2016 AN296
- 2016 AO296
- 2016 AP296
- 2016 AQ296
- 2016 AR296
- 2016 AS296
- 2016 AT296
- 2016 AV296
- 2016 AW296
- 2016 AX296
- 2016 AY296
- 2016 AZ296
- 2016 AA297
- 2016 AC297
- 2016 AE297
- 2016 AF297
- 2016 AG297
- 2016 AH297
- 2016 AJ297
- 2016 AK297
- 2016 AN297
- 2016 AO297
- 2016 AP297
- 2016 AQ297
- 2016 AR297
- 2016 AT297
- 2016 AV297
- 2016 AW297
- 2016 AX297
- 2016 AY297
- 2016 AB298
- 2016 AC298
- 2016 AD298
- 2016 AE298
- 2016 AF298
- 2016 AH298
- 2016 AJ298
- 2016 AK298
- 2016 AL298
- 2016 AM298
- 2016 AN298
- 2016 AO298
- 2016 AP298
- 2016 AS298
- 2016 AT298
- 2016 AU298
- 2016 AW298
- 2016 AX298
- 2016 AY298
- 2016 AZ298
- 2016 AA299
- 2016 AB299
- 2016 AC299
- 2016 AD299
- 2016 AE299
- 2016 AF299
- 2016 AK299
- 2016 AL299
- 2016 AM299
- 2016 AO299
- 2016 AP299
- 2016 AQ299
- 2016 AR299
- 2016 AS299
- 2016 AT299
- 2016 AV299
- 2016 AW299
- 2016 AX299
- 2016 AZ299
- 2016 AA300
- 2016 AB300
- 2016 AC300
- 2016 AD300
- 2016 AE300
- 2016 AF300
- 2016 AG300
- 2016 AH300
- 2016 AJ300
- 2016 AK300
- 2016 AL300
- 2016 AM300
- 2016 AN300
- 2016 AO300
- 2016 AP300
- 2016 AQ300
- 2016 AR300
- 2016 AS300
- 2016 AT300
- 2016 AU300
- 2016 AV300
- 2016 AW300
- 2016 AX300
- 2016 AY300
- 2016 AZ300
- 2016 AA301
- 2016 AB301
- 2016 AC301
- 2016 AD301
- 2016 AG301
- 2016 AH301
- 2016 AN301
- 2016 AP301
- 2016 AA302
- 2016 AB302
- 2016 AC302
- 2016 AF302
- 2016 AG302
- 2016 AJ302
- 2016 AK302
- 2016 AM302
- 2016 AN302
- 2016 AO302
- 2016 AP302
- 2016 AQ302
- 2016 AR302
- 2016 AS302
- 2016 AT302
- 2016 AU302
- 2016 AV302
- 2016 AW302
- 2016 AX302
- 2016 AY302
- 2016 AZ302
- 2016 AB303
- 2016 AC303
- 2016 AF303
- 2016 AG303
- 2016 AH303
- 2016 AJ303
- 2016 AL303
- 2016 AM303
- 2016 AN303
- 2016 AO303
- 2016 AP303
- 2016 AQ303
- 2016 AR303
- 2016 AS303
- 2016 AT303
- 2016 AU303
- 2016 AV303
- 2016 AX303
- 2016 AY303
- 2016 AA304
- 2016 AB304
- 2016 AC304
- 2016 AD304
- 2016 AE304
- 2016 AF304
- 2016 AG304
- 2016 AJ304
- 2016 AK304
- 2016 AL304
- 2016 AN304
- 2016 AO304
- 2016 AR304
- 2016 AT304
- 2016 AU304
- 2016 AV304
- 2016 AW304
- 2016 AX304
- 2016 AY304
- 2016 AZ304
- 2016 AA305
- 2016 AC305
- 2016 AD305
- 2016 AF305
- 2016 AG305
- 2016 AH305
- 2016 AJ305
- 2016 AK305
- 2016 AL305
- 2016 AM305
- 2016 AP305
- 2016 AQ305
- 2016 AM306
- 2016 AN306
- 2016 AO306
- 2016 AP306
- 2016 AR306
- 2016 AT306
- 2016 AW306
- 2016 AX306
- 2016 AA307
- 2016 AD307
- 2016 AF307
- 2016 AG307
- 2016 AK307
- 2016 AM307
- 2016 AN307
- 2016 AO307
- 2016 AP307
- 2016 AQ307
- 2016 AR307
- 2016 AS307
- 2016 AT307
- 2016 AU307
- 2016 AW307
- 2016 AX307
- 2016 AY307
- 2016 AB308
- 2016 AC308
- 2016 AE308
- 2016 AF308
- 2016 AG308
- 2016 AH308
- 2016 AJ308
- 2016 AK308
- 2016 AL308
- 2016 AN308
- 2016 AO308
- 2016 AP308
- 2016 AT308
- 2016 AV308
- 2016 AW308
- 2016 AZ308
- 2016 AB309
- 2016 AC309
- 2016 AD309
- 2016 AE309
- 2016 AF309
- 2016 AJ309
- 2016 AK309
- 2016 AM309
- 2016 AN309
- 2016 AO309
- 2016 AP309
- 2016 AR309
- 2016 AS309
- 2016 AT309
- 2016 AU309
- 2016 AV309
- 2016 AW309
- 2016 AX309
- 2016 AY309
- 2016 AZ309
- 2016 AA310
- 2016 AB310
- 2016 AC310
- 2016 AD310
- 2016 AF310
- 2016 AG310
- 2016 AH310
- 2016 AJ310
- 2016 AK310
- 2016 AM310
- 2016 AN310
- 2016 AO310
- 2016 AP310
- 2016 AQ310
- 2016 AR310
- 2016 AS310
- 2016 AT310
- 2016 AU310
- 2016 AV310
- 2016 AW310
- 2016 AX310
- 2016 AY310
- 2016 AZ310
- 2016 AA311
- 2016 AB311
- 2016 AD311
- 2016 AG311
- 2016 AJ311
- 2016 AK311
- 2016 AM311
- 2016 AN311
- 2016 AO311
- 2016 AR311
- 2016 AU311
- 2016 AW311
- 2016 AX311
- 2016 AY311
- 2016 AA312
- 2016 AB312
- 2016 AE312
- 2016 AF312
- 2016 AG312
- 2016 AH312
- 2016 AJ312
- 2016 AK312
- 2016 AL312
- 2016 AM312
- 2016 AN312
- 2016 AO312
- 2016 AP312
- 2016 AQ312
- 2016 AR312
- 2016 AS312
- 2016 AT312
- 2016 AU312
- 2016 AV312
- 2016 AX312
- 2016 AY312
- 2016 AZ312
- 2016 AC313
- 2016 AF313
- 2016 AG313
- 2016 AJ313
- 2016 AL313
- 2016 AM313
- 2016 AN313
- 2016 AO313
- 2016 AP313
- 2016 AQ313
- 2016 AR313
- 2016 AS313
- 2016 AT313
- 2016 AU313
- 2016 AV313
- 2016 AW313
- 2016 AX313
- 2016 AA314
- 2016 AB314
- 2016 AC314
- 2016 AD314
- 2016 AF314
- 2016 AG314
- 2016 AH314
- 2016 AJ314
- 2016 AK314
- 2016 AL314
- 2016 AM314
- 2016 AN314
- 2016 AO314
- 2016 AQ314
- 2016 AR314
- 2016 AS314
- 2016 AT314
- 2016 AU314
- 2016 AV314
- 2016 AW314
- 2016 AY314
- 2016 AZ314
- 2016 AB315
- 2016 AC315
- 2016 AE315
- 2016 AF315
- 2016 AN315
- 2016 AO315
- 2016 AR315
- 2016 AT315
- 2016 AU315
- 2016 AW315
- 2016 AX315
- 2016 AZ315
- 2016 AA316
- 2016 AC316
- 2016 AE316
- 2016 AG316
- 2016 AH316
- 2016 AJ316
- 2016 AK316
- 2016 AM316
- 2016 AN316
- 2016 AO316
- 2016 AP316
- 2016 AS316
- 2016 AT316
- 2016 AU316
- 2016 AW316
- 2016 AX316
- 2016 AY316
- 2016 AZ316
- 2016 AA317
- 2016 AB317
- 2016 AC317
- 2016 AD317
- 2016 AE317
- 2016 AF317
- 2016 AG317
- 2016 AH317
- 2016 AJ317
- 2016 AK317
- 2016 AL317
- 2016 AM317
- 2016 AN317
- 2016 AP317
- 2016 AQ317
- 2016 AR317
- 2016 AS317
- 2016 AT317
- 2016 AU317
- 2016 AV317
- 2016 AW317
- 2016 AX317
- 2016 AY317
- 2016 AZ317
- 2016 AA318
- 2016 AC318
- 2016 AD318
- 2016 AE318
- 2016 AF318
- 2016 AG318
- 2016 AH318
- 2016 AJ318
- 2016 AK318
- 2016 AL318
- 2016 AM318
- 2016 AN318
- 2016 AO318
- 2016 AP318
- 2016 AQ318
- 2016 AR318
- 2016 AS318
- 2016 AT318
- 2016 AU318
- 2016 AV318
- 2016 AW318
- 2016 AX318
- 2016 AY318
- 2016 AZ318
- 2016 AA319
- 2016 AB319
- 2016 AC319
- 2016 AD319
- 2016 AE319
- 2016 AF319
- 2016 AH319
- 2016 AJ319
- 2016 AL319
- 2016 AN319
- 2016 AO319
- 2016 AP319
- 2016 AQ319
- 2016 AR319
- 2016 AS319
- 2016 AT319
- 2016 AU319
- 2016 AV319
- 2016 AX319
- 2016 AY319
- 2016 AZ319
- 2016 AA320
- 2016 AB320
- 2016 AC320
- 2016 AD320
- 2016 AE320
- 2016 AF320
- 2016 AJ320
- 2016 AK320
- 2016 AP320
- 2016 AQ320
- 2016 AR320
- 2016 AS320
- 2016 AT320
- 2016 AU320
- 2016 AV320
- 2016 AW320
- 2016 AY320
- 2016 AZ320
- 2016 AA321
- 2016 AB321
- 2016 AC321
- 2016 AD321
- 2016 AE321
- 2016 AF321
- 2016 AG321
- 2016 AH321
- 2016 AJ321
- 2016 AM321
- 2016 AN321
- 2016 AO321
- 2016 AP321
- 2016 AT321
- 2016 AU321
- 2016 AY321
- 2016 AZ321
- 2016 AA322
- 2016 AB322
- 2016 AC322
- 2016 AD322
- 2016 AE322
- 2016 AF322
- 2016 AG322
- 2016 AH322
- 2016 AJ322
- 2016 AK322
- 2016 AL322
- 2016 AM322
- 2016 AN322
- 2016 AP322
- 2016 AT322
- 2016 AW322
- 2016 AX322
- 2016 AZ322
- 2016 AB323
- 2016 AD323
- 2016 AF323
- 2016 AH323
- 2016 AJ323
- 2016 AK323
- 2016 AM323
- 2016 AN323
- 2016 AO323
- 2016 AP323
- 2016 AQ323
- 2016 AR323
- 2016 AS323
- 2016 AT323
- 2016 AU323
- 2016 AV323
- 2016 AW323
- 2016 AX323
- 2016 AY323
- 2016 AZ323
- 2016 AA324
- 2016 AB324
- 2016 AC324
- 2016 AD324
- 2016 AE324
- 2016 AG324
- 2016 AH324
- 2016 AJ324
- 2016 AK324
- 2016 AL324
- 2016 AM324
- 2016 AN324
- 2016 AO324
- 2016 AP324
- 2016 AR324
- 2016 AS324
- 2016 AT324
- 2016 AU324
- 2016 AW324
- 2016 AX324
- 2016 AY324
- 2016 AZ324
- 2016 AA325
- 2016 AB325
- 2016 AC325
- 2016 AD325
- 2016 AF325
- 2016 AG325
- 2016 AJ325
- 2016 AL325
- 2016 AM325
- 2016 AN325
- 2016 AO325
- 2016 AQ325
- 2016 AS325
- 2016 AT325
- 2016 AU325
- 2016 AV325
- 2016 AW325
- 2016 AX325
- 2016 AY325
- 2016 AZ325
- 2016 AA326
- 2016 AB326
- 2016 AC326
- 2016 AE326
- 2016 AG326
- 2016 AH326
- 2016 AJ326
- 2016 AK326
- 2016 AL326
- 2016 AN326
- 2016 AP326
- 2016 AQ326
- 2016 AR326
- 2016 AS326
- 2016 AT326
- 2016 AU326
- 2016 AV326
- 2016 AW326
- 2016 AX326
- 2016 AC327
- 2016 AD327
- 2016 AE327
- 2016 AG327
- 2016 AH327
- 2016 AJ327
- 2016 AL327
- 2016 AM327
- 2016 AN327
- 2016 AO327
- 2016 AP327
- 2016 AQ327
- 2016 AR327
- 2016 AS327
- 2016 AT327
- 2016 AU327
- 2016 AV327
- 2016 AW327
- 2016 AX327
- 2016 AY327
- 2016 AZ327
- 2016 AC328
- 2016 AD328
- 2016 AE328
- 2016 AF328
- 2016 AG328
- 2016 AH328
- 2016 AJ328
- 2016 AK328
- 2016 AL328
- 2016 AM328
- 2016 AN328
- 2016 AO328
- 2016 AP328
- 2016 AQ328
- 2016 AR328
- 2016 AS328
- 2016 AT328
- 2016 AU328
- 2016 AV328
- 2016 AW328
- 2016 AX328
- 2016 AA329
- 2016 AB329
- 2016 AC329
- 2016 AE329
- 2016 AF329
- 2016 AG329
- 2016 AH329
- 2016 AJ329
- 2016 AK329
- 2016 AL329
- 2016 AQ329
- 2016 AU329
- 2016 AV329
- 2016 AW329
- 2016 AX329
- 2016 AY329
- 2016 AA330
- 2016 AB330
- 2016 AC330
- 2016 AD330
- 2016 AE330
- 2016 AF330
- 2016 AG330
- 2016 AH330
- 2016 AK330
- 2016 AM330
- 2016 AN330
- 2016 AO330
- 2016 AP330
- 2016 AQ330
- 2016 AR330
- 2016 AS330
- 2016 AU330
- 2016 AV330
- 2016 AW330
- 2016 AX330
- 2016 AY330
- 2016 AZ330
- 2016 AA331
- 2016 AB331
- 2016 AC331
- 2016 AD331
- 2016 AE331
- 2016 AG331
- 2016 AH331
- 2016 AJ331
- 2016 AK331
- 2016 AL331
- 2016 AM331
- 2016 AO331
- 2016 AP331
- 2016 AQ331
- 2016 AR331
- 2016 AS331
- 2016 AT331
- 2016 AU331
- 2016 AV331
- 2016 AW331
- 2016 AX331
- 2016 AY331
- 2016 AZ331
- 2016 AA332
- 2016 AB332
- 2016 AC332
- 2016 AD332
- 2016 AF332
- 2016 AG332
- 2016 AH332
- 2016 AJ332
- 2016 AK332
- 2016 AL332
- 2016 AM332
- 2016 AO332
- 2016 AP332
- 2016 AQ332
- 2016 AR332
- 2016 AS332
- 2016 AT332
- 2016 AU332
- 2016 AV332
- 2016 AW332
- 2016 AX332
- 2016 AY332
- 2016 AZ332
- 2016 AA333
- 2016 AC333
- 2016 AD333
- 2016 AE333
- 2016 AF333
- 2016 AG333
- 2016 AH333
- 2016 AK333
- 2016 AL333
- 2016 AM333
- 2016 AN333
- 2016 AO333
- 2016 AP333
- 2016 AQ333
- 2016 AR333
- 2016 AS333
- 2016 AT333
- 2016 AU333
- 2016 AV333
- 2016 AW333
- 2016 AX333
- 2016 AY333
- 2016 AZ333
- 2016 AA334
- 2016 AB334
- 2016 AC334
- 2016 AD334
- 2016 AE334
- 2016 AF334
- 2016 AG334
- 2016 AH334
- 2016 AJ334
- 2016 AK334
- 2016 AM334
- 2016 AN334
- 2016 AP334
- 2016 AQ334
- 2016 AR334
- 2016 AS334
- 2016 AU334
- 2016 AV334
- 2016 AX334
- 2016 AY334
- 2016 AZ334
- 2016 AA335
- 2016 AB335
- 2016 AD335
- 2016 AE335
- 2016 AF335
- 2016 AG335
- 2016 AJ335
- 2016 AL335
- 2016 AM335
- 2016 AN335
- 2016 AO335
- 2016 AP335
- 2016 AQ335
- 2016 AR335
- 2016 AS335
- 2016 AT335
- 2016 AV335
- 2016 AX335
- 2016 AY335
- 2016 AZ335
- 2016 AA336
- 2016 AC336
- 2016 AD336
- 2016 AF336
- 2016 AG336
- 2016 AH336
- 2016 AJ336
- 2016 AK336
- 2016 AL336
- 2016 AM336
- 2016 AN336
- 2016 AO336
- 2016 AP336
- 2016 AQ336
- 2016 AR336
- 2016 AS336
- 2016 AU336
- 2016 AV336
- 2016 AW336
- 2016 AX336
- 2016 AZ336
- 2016 AB337
- 2016 AC337
- 2016 AD337
- 2016 AE337
- 2016 AG337
- 2016 AH337
- 2016 AK337
- 2016 AL337
- 2016 AN337
- 2016 AO337
- 2016 AR337
- 2016 AS337
- 2016 AV337
- 2016 AW337
- 2016 AX337
- 2016 AY337
- 2016 AZ337
- 2016 AA338
- 2016 AB338
- 2016 AC338
- 2016 AE338
- 2016 AH338
- 2016 AJ338
- 2016 AK338
- 2016 AL338
- 2016 AM338
- 2016 AO338
- 2016 AQ338
- 2016 AR338
- 2016 AS338
- 2016 AT338
- 2016 AV338
- 2016 AW338
- 2016 AX338
- 2016 AA339
- 2016 AD339
- 2016 AE339
- 2016 AG339
- 2016 AJ339
- 2016 AK339
- 2016 AM339
- 2016 AP339
- 2016 AQ339
- 2016 AR339
- 2016 AS339
- 2016 AT339
- 2016 AU339
- 2016 AV339
- 2016 AW339
- 2016 AY339
- 2016 AZ339
- 2016 AC340
- 2016 AJ340
- 2016 AL340
- 2016 AM340
- 2016 AO340
- 2016 AP340
- 2016 AQ340
- 2016 AR340
- 2016 AU340
- 2016 AV340
- 2016 AX340
- 2016 AB341
- 2016 AD341
- 2016 AE341
- 2016 AF341
- 2016 AG341
- 2016 AP341
- 2016 AR341
- 2016 AU341
- 2016 AX341
- 2016 AY341
- 2016 AE342
- 2016 AF342
- 2016 AG342
- 2016 AH342
- 2016 AJ342
- 2016 AK342
- 2016 AL342
- 2016 AN342
- 2016 AO342
- 2016 AP342
- 2016 AQ342
- 2016 AR342
- 2016 AS342
- 2016 AT342
- 2016 AU342
- 2016 AV342
- 2016 AW342
- 2016 AX342
- 2016 AY342
- 2016 AZ342
- 2016 AA343
- 2016 AB343
- 2016 AC343
- 2016 AD343
- 2016 AE343
- 2016 AF343
- 2016 AG343
- 2016 AH343
- 2016 AJ343
- 2016 AK343
- 2016 AL343
- 2016 AN343
- 2016 AO343
- 2016 AQ343
- 2016 AR343
- 2016 AT343
- 2016 AU343
- 2016 AV343
- 2016 AW343
- 2016 AX343
- 2016 AY343
- 2016 AZ343
- 2016 AA344
- 2016 AB344
- 2016 AD344
- 2016 AE344
- 2016 AF344
- 2016 AG344
- 2016 AJ344
- 2016 AK344
- 2016 AM344
- 2016 AN344
- 2016 AO344
- 2016 AP344
- 2016 AQ344
- 2016 AR344
- 2016 AS344
- 2016 AT344
- 2016 AU344
- 2016 AY344
- 2016 AZ344
- 2016 AD345
- 2016 AE345
- 2016 AG345
- 2016 AJ345
- 2016 AK345
- 2016 AO345
- 2016 AP345
- 2016 AQ345
- 2016 AR345
- 2016 AS345
- 2016 AT345
- 2016 AU345
- 2016 AX345
- 2016 AY345
- 2016 AA346
- 2016 AC346
- 2016 AD346
- 2016 AE346
- 2016 AF346
- 2016 AG346
- 2016 AH346
- 2016 AO346
- 2016 AP346
- 2016 AQ346
- 2016 AR346
- 2016 AS346
- 2016 AT346
- 2016 AU346
- 2016 AV346
- 2016 AW346
- 2016 AY346
- 2016 AZ346
- 2016 AA347
- 2016 AB347
- 2016 AC347
- 2016 AD347
- 2016 AE347
- 2016 AF347
- 2016 AG347
- 2016 AH347
- 2016 AJ347
- 2016 AK347
- 2016 AL347
- 2016 AM347
- 2016 AN347
- 2016 AO347
- 2016 AQ347
- 2016 AR347
- 2016 AT347
- 2016 AU347
- 2016 AW347
- 2016 AA348
- 2016 AB348
- 2016 AD348
- 2016 AE348
- 2016 AF348
- 2016 AG348
- 2016 AH348
- 2016 AJ348
- 2016 AK348
- 2016 AM348
- 2016 AN348
- 2016 AO348
- 2016 AP348
- 2016 AR348
- 2016 AT348
- 2016 AX348
- 2016 AZ348
- 2016 AA349
- 2016 AB349
- 2016 AC349
- 2016 AD349
- 2016 AE349
- 2016 AG349
- 2016 AH349
- 2016 AJ349
- 2016 AL349
- 2016 AM349
- 2016 AN349
- 2016 AO349
- 2016 AP349
- 2016 AQ349
- 2016 AS349
- 2016 AW349
- 2016 AX349
- 2016 AY349
- 2016 AA350
- 2016 AE350
- 2016 AG350
- 2016 AH350
- 2016 AL350
- 2016 AO350
- 2016 AP350
- 2016 AR350
- 2016 AS350
- 2016 AT350
- 2016 AU350
- 2016 AV350
- 2016 AW350
- 2016 AX350
- 2016 AY350
- 2016 AZ350
- 2016 AA351
- 2016 AB351
- 2016 AC351
- 2016 AF351
- 2016 AH351
- 2016 AK351
- 2016 AM351
- 2016 AP351
- 2016 AQ351
- 2016 AR351
- 2016 AS351
- 2016 AT351
- 2016 AU351
- 2016 AW351
- 2016 AX351
- 2016 AY351
- 2016 AZ351
- 2016 AA352
- 2016 AB352
- 2016 AC352
- 2016 AD352
- 2016 AE352
- 2016 AF352
- 2016 AG352
- 2016 AH352
- 2016 AJ352
- 2016 AK352
- 2016 AL352
- 2016 AN352
- 2016 AO352
- 2016 AP352
- 2016 AT352
- 2016 AU352
- 2016 AV352
- 2016 AW352
- 2016 AX352
- 2016 AY352
- 2016 AZ352
- 2016 AA353
- 2016 AB353
- 2016 AC353
- 2016 AD353
- 2016 AE353
- 2016 AF353
- 2016 AG353
- 2016 AH353
- 2016 AJ353
- 2016 AK353
- 2016 AL353
- 2016 AM353
- 2016 AN353
- 2016 AO353
- 2016 AP353
- 2016 AQ353
- 2016 AR353
- 2016 AS353
- 2016 AT353
- 2016 AU353
- 2016 AV353
- 2016 AW353
- 2016 AX353
- 2016 AY353
- 2016 AZ353
- 2016 AA354
- 2016 AB354
- 2016 AC354
- 2016 AD354
- 2016 AE354
- 2016 AF354
- 2016 AG354
- 2016 AH354
- 2016 AJ354
- 2016 AK354
- 2016 AO354
- 2016 AQ354
- 2016 AR354
- 2016 AT354
- 2016 AU354
- 2016 AW354
- 2016 AY354
- 2016 AZ354
- 2016 AA355
- 2016 AB355
- 2016 AE355
- 2016 AF355
- 2016 AG355
- 2016 AH355
- 2016 AJ355
- 2016 AK355
- 2016 AL355
- 2016 AM355
- 2016 AN355
- 2016 AO355
- 2016 AP355
- 2016 AQ355
- 2016 AR355
- 2016 AS355
- 2016 AT355
- 2016 AU355
- 2016 AW355
- 2016 AY355
- 2016 AZ355
- 2016 AB356
- 2016 AC356
- 2016 AD356
- 2016 AF356
- 2016 AH356
- 2016 AK356
- 2016 AL356
- 2016 AM356
- 2016 AN356
- 2016 AO356
- 2016 AP356
- 2016 AQ356
- 2016 AR356
- 2016 AS356
- 2016 AU356
- 2016 AV356
- 2016 AX356
- 2016 AA357
- 2016 AC357
- 2016 AE357
- 2016 AF357
- 2016 AJ357
- 2016 AK357
- 2016 AL357
- 2016 AM357
- 2016 AN357
- 2016 AO357
- 2016 AP357
- 2016 AQ357
- 2016 AR357
- 2016 AT357
- 2016 AU357
- 2016 AV357
- 2016 AW357
- 2016 AY357
- 2016 AZ357
- 2016 AB358
- 2016 AC358
- 2016 AD358
- 2016 AE358
- 2016 AF358
- 2016 AG358
- 2016 AK358
- 2016 AL358
- 2016 AM358
- 2016 AP358
- 2016 AQ358
- 2016 AR358
- 2016 AU358
- 2016 AV358
- 2016 AW358
- 2016 AX358
- 2016 AY358
- 2016 AA359
- 2016 AB359
- 2016 AC359
- 2016 AD359
- 2016 AE359
- 2016 AF359
- 2016 AG359
- 2016 AH359
- 2016 AJ359
- 2016 AK359
- 2016 AL359
- 2016 AN359
- 2016 AO359
- 2016 AP359
- 2016 AQ359
- 2016 AR359
- 2016 AT359
- 2016 AU359
- 2016 AW359
- 2016 AX359
- 2016 AY359
- 2016 AZ359
- 2016 AA360
- 2016 AB360
- 2016 AC360
- 2016 AD360
- 2016 AG360
- 2016 AH360
- 2016 AJ360
- 2016 AK360
- 2016 AM360
- 2016 AO360
- 2016 AP360
- 2016 AQ360
- 2016 AR360
- 2016 AS360
- 2016 AT360
- 2016 AU360
- 2016 AV360
- 2016 AW360
- 2016 AF361
- 2016 AG361
- 2016 AH361
- 2016 AJ361
- 2016 AK361
- 2016 AL361
- 2016 AM361
- 2016 AN361
- 2016 AO361
- 2016 AP361
- 2016 AQ361
- 2016 AR361
- 2016 AS361
- 2016 AT361
- 2016 AU361
- 2016 AW361
- 2016 AY361
- 2016 AZ361
- 2016 AA362
- 2016 AB362
- 2016 AC362
- 2016 AD362
- 2016 AE362
- 2016 AF362
- 2016 AG362
- 2016 AH362
- 2016 AK362
- 2016 AM362
- 2016 AN362
- 2016 AP362
- 2016 AR362
- 2016 AS362
- 2016 AT362
- 2016 AU362
- 2016 AV362
- 2016 AW362
- 2016 AX362
- 2016 AY362
- 2016 AZ362
- 2016 AB363
- 2016 AC363
- 2016 AD363
- 2016 AF363
- 2016 AG363
- 2016 AH363
- 2016 AJ363
- 2016 AK363
- 2016 AL363
- 2016 AM363
- 2016 AN363
- 2016 AO363
- 2016 AP363
- 2016 AQ363
- 2016 AR363
- 2016 AS363
- 2016 AT363
- 2016 AU363
- 2016 AV363
- 2016 AW363
- 2016 AX363
- 2016 AY363
- 2016 AZ363
- 2016 AA364
- 2016 AB364
- 2016 AC364
- 2016 AE364
- 2016 AF364
- 2016 AG364
- 2016 AH364
- 2016 AJ364
- 2016 AK364
- 2016 AL364
- 2016 AM364
- 2016 AN364
- 2016 AO364
- 2016 AQ364
- 2016 AR364
- 2016 AS364
- 2016 AV364
- 2016 AW364
- 2016 AZ364
- 2016 AA365
- 2016 AC365
- 2016 AD365
- 2016 AE365
- 2016 AH365
- 2016 AK365
- 2016 AM365
- 2016 AN365
- 2016 AO365
- 2016 AP365
- 2016 AQ365
- 2016 AR365
- 2016 AS365
- 2016 AT365
- 2016 AU365
- 2016 AV365
- 2016 AW365
- 2016 AX365
- 2016 AY365
- 2016 AZ365
- 2016 AA366
- 2016 AB366
- 2016 AC366
- 2016 AD366
- 2016 AE366
- 2016 AF366
- 2016 AH366
- 2016 AJ366
- 2016 AK366
- 2016 AL366
- 2016 AN366
- 2016 AP366
- 2016 AQ366
- 2016 AR366
- 2016 AS366
- 2016 AV366
- 2016 AW366
- 2016 AX366
- 2016 AY366
- 2016 AZ366
- 2016 AA367
- 2016 AB367
- 2016 AC367
- 2016 AD367
- 2016 AE367
- 2016 AF367
- 2016 AG367
- 2016 AH367
- 2016 AJ367
- 2016 AK367
- 2016 AL367
- 2016 AN367
- 2016 AP367
- 2016 AR367
- 2016 AT367
- 2016 AU367
- 2016 AV367
- 2016 AW367
- 2016 AX367
- 2016 AY367
- 2016 AZ367
- 2016 AA368
- 2016 AB368
- 2016 AC368
- 2016 AD368
- 2016 AE368
- 2016 AF368
- 2016 AG368
- 2016 AH368
- 2016 AJ368
- 2016 AL368
- 2016 AM368
- 2016 AN368
- 2016 AO368
- 2016 AP368
- 2016 AQ368
- 2016 AR368
- 2016 AS368
- 2016 AT368
- 2016 AW368
- 2016 AX368
- 2016 AY368
- 2016 AZ368
- 2016 AA369
- 2016 AB369
- 2016 AC369
- 2016 AD369
- 2016 AE369
- 2016 AF369
- 2016 AG369
- 2016 AH369
- 2016 AJ369
- 2016 AK369
- 2016 AL369
- 2016 AM369
- 2016 AN369
- 2016 AO369
- 2016 AP369
- 2016 AQ369
- 2016 AR369
- 2016 AS369
- 2016 AT369
- 2016 AU369
- 2016 AV369
- 2016 AW369
- 2016 AX369
- 2016 AY369
- 2016 AZ369
- 2016 AA370
- 2016 AB370
- 2016 AC370
- 2016 AD370
- 2016 AE370
- 2016 AG370
- 2016 AH370
- 2016 AK370
- 2016 AL370
- 2016 AM370
- 2016 AN370
- 2016 AO370
- 2016 AP370
- 2016 AQ370
- 2016 AS370
- 2016 AU370
- 2016 AV370
- 2016 AW370
- 2016 AX370
- 2016 AY370
- 2016 AZ370
- 2016 AA371
- 2016 AB371
- 2016 AC371
- 2016 AE371
- 2016 AF371
- 2016 AM371
- 2016 AN371
- 2016 AO371
- 2016 AP371
- 2016 AQ371
- 2016 AR371
- 2016 AS371
- 2016 AT371
- 2016 AU371
- 2016 AX371
- 2016 AY371
- 2016 AZ371
- 2016 AA372
- 2016 AB372
- 2016 AC372
- 2016 AD372
- 2016 AE372
- 2016 AF372
- 2016 AG372
- 2016 AH372
- 2016 AJ372
- 2016 AK372
- 2016 AL372
- 2016 AM372
- 2016 AN372
- 2016 AO372
- 2016 AP372
- 2016 AQ372
- 2016 AS372
- 2016 AW372
- 2016 AX372
- 2016 AY372
- 2016 AZ372
- 2016 AA373
- 2016 AC373
- 2016 AD373
- 2016 AE373
- 2016 AF373
- 2016 AH373
- 2016 AJ373
- 2016 AL373
- 2016 AN373
- 2016 AP373
- 2016 AQ373
- 2016 AR373
- 2016 AS373
- 2016 AT373
- 2016 AU373
- 2016 AV373
- 2016 AW373
- 2016 AX373
- 2016 AY373
- 2016 AZ373
- 2016 AA374
- 2016 AB374
- 2016 AC374
- 2016 AD374
- 2016 AE374
- 2016 AF374
- 2016 AH374
- 2016 AJ374
- 2016 AK374
- 2016 AL374
- 2016 AM374
- 2016 AN374
- 2016 AO374
- 2016 AP374
- 2016 AQ374
- 2016 AR374
- 2016 AS374
- 2016 AT374
- 2016 AU374
- 2016 AV374
- 2016 AW374
- 2016 AX374
- 2016 AY374
- 2016 AZ374
- 2016 AA375
- 2016 AB375
- 2016 AC375
- 2016 AD375
- 2016 AE375
- 2016 AF375
- 2016 AG375
- 2016 AH375
- 2016 AJ375
- 2016 AL375
- 2016 AM375
- 2016 AN375
- 2016 AO375
- 2016 AP375
- 2016 AQ375
- 2016 AR375
- 2016 AS375
- 2016 AT375
- 2016 AU375
- 2016 AV375
- 2016 AW375
- 2016 AX375
- 2016 AY375
- 2016 AZ375
- 2016 AA376
- 2016 AB376
- 2016 AC376
- 2016 AD376
- 2016 AE376
- 2016 AF376
- 2016 AG376
- 2016 AJ376
- 2016 AK376
- 2016 AL376
- 2016 AM376
- 2016 AN376
- 2016 AO376
- 2016 AP376
- 2016 AQ376
- 2016 AR376
- 2016 AS376
- 2016 AT376
- 2016 AU376
- 2016 AV376
- 2016 AW376
- 2016 AX376
- 2016 AY376
- 2016 AZ376
- 2016 AA377
- 2016 AB377
- 2016 AC377
- 2016 AD377
- 2016 AF377
- 2016 AG377
- 2016 AH377
- 2016 AJ377
- 2016 AK377
- 2016 AL377
- 2016 AM377
- 2016 AN377
- 2016 AO377
- 2016 AP377
- 2016 AQ377
- 2016 AR377
- 2016 AS377
- 2016 AT377
- 2016 AU377
- 2016 AV377
- 2016 AW377
- 2016 AX377
- 2016 AY377
- 2016 AZ377
- 2016 AA378
- 2016 AB378
- 2016 AC378
- 2016 AD378
- 2016 AE378
- 2016 AF378
- 2016 AG378
- 2016 AH378
- 2016 AJ378
- 2016 AL378
- 2016 AM378
- 2016 AN378
- 2016 AO378
- 2016 AP378
- 2016 AQ378
- 2016 AR378
- 2016 AS378
- 2016 AT378
- 2016 AU378
- 2016 AV378
- 2016 AW378
- 2016 AX378
- 2016 AY378
- 2016 AZ378
- 2016 AA379
- 2016 AB379
- 2016 AC379
- 2016 AD379
- 2016 AE379
- 2016 AF379
- 2016 AH379
- 2016 AJ379
- 2016 AK379
- 2016 AL379
- 2016 AM379
- 2016 AN379
- 2016 AO379
- 2016 AP379
- 2016 AQ379
- 2016 AS379
- 2016 AT379
- 2016 AU379
- 2016 AW379
- 2016 AX379
- 2016 AY379
- 2016 AZ379
- 2016 AA380
- 2016 AB380
- 2016 AC380
- 2016 AD380
- 2016 AE380
- 2016 AF380
- 2016 AG380
- 2016 AH380
- 2016 AJ380
- 2016 AK380
- 2016 AL380
- 2016 AO380
- 2016 AP380
- 2016 AR380
- 2016 AS380
- 2016 AU380
- 2016 AV380
- 2016 AW380
- 2016 AX380
- 2016 AY380
- 2016 AZ380
- 2016 AA381
- 2016 AB381
- 2016 AC381
- 2016 AD381
- 2016 AE381
- 2016 AF381
- 2016 AG381
- 2016 AH381
- 2016 AJ381
- 2016 AK381
- 2016 AL381
- 2016 AM381
- 2016 AN381
- 2016 AO381
- 2016 AP381
- 2016 AQ381
- 2016 AR381
- 2016 AS381
- 2016 AT381
- 2016 AU381
- 2016 AV381
- 2016 AW381
- 2016 AX381
- 2016 AY381
- 2016 AZ381
- 2016 AA382
- 2016 AB382
- 2016 AC382
- 2016 AD382
- 2016 AE382
- 2016 AF382
- 2016 AG382
- 2016 AH382
- 2016 AJ382
- 2016 AK382
- 2016 AL382
- 2016 AN382
- 2016 AO382
- 2016 AP382
- 2016 AQ382
- 2016 AR382
- 2016 AS382
- 2016 AT382
- 2016 AV382
- 2016 AW382
- 2016 AX382
- 2016 AY382
- 2016 AZ382
- 2016 AB383
- 2016 AC383
- 2016 AD383
- 2016 AE383
- 2016 AF383
- 2016 AG383
- 2016 AJ383
- 2016 AK383
- 2016 AL383
- 2016 AM383
- 2016 AN383
- 2016 AP383
- 2016 AQ383
- 2016 AR383
- 2016 AS383
- 2016 AT383
- 2016 AV383
- 2016 AW383
- 2016 AX383
- 2016 AY383
- 2016 AZ383
- 2016 AA384
- 2016 AB384
- 2016 AC384
- 2016 AD384
- 2016 AF384
- 2016 AJ384
- 2016 AL384
- 2016 AM384
- 2016 AO384
- 2016 AP384
- 2016 AQ384
- 2016 AR384
- 2016 AS384
- 2016 AT384
- 2016 AU384
- 2016 AV384
- 2016 AW384
- 2016 AX384
- 2016 AY384
- 2016 AZ384
- 2016 AA385
- 2016 AB385
- 2016 AC385
- 2016 AD385
- 2016 AE385
- 2016 AF385
- 2016 AG385
- 2016 AH385
- 2016 AJ385
- 2016 AK385
- 2016 AL385
- 2016 AN385
- 2016 AO385
- 2016 AP385
- 2016 AQ385
- 2016 AR385
- 2016 AS385
- 2016 AT385
- 2016 AU385
- 2016 AV385
- 2016 AW385
- 2016 AX385
- 2016 AY385
- 2016 AZ385
- 2016 AA386
- 2016 AC386
- 2016 AD386
- 2016 AE386
- 2016 AF386
- 2016 AH386
- 2016 AJ386
- 2016 AL386
- 2016 AM386
- 2016 AN386
- 2016 AO386
- 2016 AP386
- 2016 AQ386
- 2016 AR386
- 2016 AS386
- 2016 AT386
- 2016 AU386
- 2016 AV386
- 2016 AW386
- 2016 AX386
- 2016 AY386
- 2016 AZ386
- 2016 AA387
- 2016 AB387
- 2016 AC387
- 2016 AE387
- 2016 AF387
- 2016 AG387
- 2016 AH387
- 2016 AJ387
- 2016 AK387
- 2016 AL387
- 2016 AM387
- 2016 AN387
- 2016 AO387
- 2016 AP387
- 2016 AQ387
- 2016 AR387
- 2016 AS387
- 2016 AT387
- 2016 AU387
- 2016 AV387
- 2016 AW387
- 2016 AX387
- 2016 AY387
- 2016 AZ387
- 2016 AA388
- 2016 AC388
- 2016 AE388
- 2016 AG388
- 2016 AJ388
- 2016 AK388
- 2016 AL388
- 2016 AM388
- 2016 AN388
- 2016 AO388
- 2016 AP388
- 2016 AQ388
- 2016 AR388
- 2016 AS388
- 2016 AT388
- 2016 AU388
- 2016 AV388
- 2016 AX388
- 2016 AY388
- 2016 AZ388
- 2016 AA389
- 2016 AB389
- 2016 AC389
- 2016 AD389
- 2016 AE389
- 2016 AF389
- 2016 AG389
- 2016 AH389
- 2016 AJ389
- 2016 AL389
- 2016 AM389
- 2016 AN389
- 2016 AO389
- 2016 AQ389
- 2016 AR389
- 2016 AS389
- 2016 AT389
- 2016 AU389
- 2016 AV389
- 2016 AW389
- 2016 AX389
- 2016 AY389
- 2016 AZ389
- 2016 AA390
- 2016 AB390
- 2016 AC390
- 2016 AD390
- 2016 AE390
- 2016 AG390
- 2016 AH390
- 2016 AJ390
- 2016 AK390
- 2016 AL390
- 2016 AM390
- 2016 AN390
- 2016 AO390
- 2016 AP390
- 2016 AQ390
- 2016 AR390
- 2016 AS390
- 2016 AT390
- 2016 AU390
- 2016 AV390
- 2016 AW390
- 2016 AX390
- 2016 AY390
- 2016 AZ390
- 2016 AA391
- 2016 AB391
- 2016 AC391
- 2016 AD391
- 2016 AE391
- 2016 AF391
- 2016 AG391
- 2016 AH391
- 2016 AJ391
- 2016 AK391
- 2016 AL391
- 2016 AM391
- 2016 AN391
- 2016 AO391
- 2016 AP391
- 2016 AQ391
- 2016 AR391
- 2016 AS391
- 2016 AT391
- 2016 AU391
- 2016 AV391
- 2016 AW391
- 2016 AX391
- 2016 AY391
- 2016 AZ391
- 2016 AA392
- 2016 AB392
- 2016 AC392
- 2016 AD392
- 2016 AE392
- 2016 AF392
- 2016 AG392
- 2016 AH392
- 2016 AJ392
- 2016 AK392
- 2016 AL392
- 2016 AM392
- 2016 AN392
- 2016 AO392
- 2016 AP392
- 2016 AR392
- 2016 AS392
- 2016 AT392
- 2016 AU392
- 2016 AV392
- 2016 AW392
- 2016 AA393
- 2016 AB393
- 2016 AC393
- 2016 AD393
- 2016 AF393
- 2016 AG393
- 2016 AJ393
- 2016 AK393
- 2016 AM393
- 2016 AN393
- 2016 AO393
- 2016 AQ393
- 2016 AR393
- 2016 AS393
- 2016 AT393
- 2016 AU393
- 2016 AV393
- 2016 AW393
- 2016 AX393
- 2016 AZ393
- 2016 AA394
- 2016 AC394
- 2016 AD394
- 2016 AE394
- 2016 AG394
- 2016 AJ394
- 2016 AK394
- 2016 AM394
- 2016 AN394
- 2016 AQ394
- 2016 AR394
- 2016 AS394
- 2016 AT394
- 2016 AU394
- 2016 AV394
- 2016 AW394
- 2016 AX394
- 2016 AY394
- 2016 AZ394
- 2016 AA395
- 2016 AB395
- 2016 AC395
- 2016 AD395
- 2016 AE395
- 2016 AF395
- 2016 AG395
- 2016 AH395
- 2016 AJ395
- 2016 AK395
- 2016 AL395
- 2016 AM395
- 2016 AN395
- 2016 AO395
- 2016 AP395
- 2016 AQ395
- 2016 AR395
- 2016 AS395
- 2016 AT395
- 2016 AU395
- 2016 AV395
- 2016 AW395
- 2016 AX395
- 2016 AY395
- 2016 AZ395
- 2016 AA396
- 2016 AB396
- 2016 AC396
- 2016 AD396
- 2016 AE396
- 2016 AF396
- 2016 AG396
- 2016 AH396
- 2016 AK396
- 2016 AL396
- 2016 AM396
- 2016 AN396
- 2016 AO396
- 2016 AP396
- 2016 AQ396
- 2016 AR396
- 2016 AS396
- 2016 AT396
- 2016 AU396
- 2016 AV396
- 2016 AW396
- 2016 AX396
- 2016 AY396
- 2016 AZ396
- 2016 AA397
- 2016 AB397
- 2016 AC397
- 2016 AD397
- 2016 AE397
- 2016 AF397
- 2016 AG397
- 2016 AH397
- 2016 AJ397
- 2016 AK397
- 2016 AL397
- 2016 AM397
- 2016 AN397
- 2016 AO397
- 2016 AP397
- 2016 AQ397
- 2016 AR397
- 2016 AS397
- 2016 AT397
- 2016 AU397
- 2016 AV397
- 2016 AW397
- 2016 AX397
- 2016 AY397
- 2016 AZ397
- 2016 AA398
- 2016 AB398
- 2016 AC398
- 2016 AD398
- 2016 AE398
- 2016 AG398
- 2016 AH398
- 2016 AJ398
- 2016 AK398
- 2016 AM398
- 2016 AN398
- 2016 AO398
- 2016 AP398
- 2016 AQ398
- 2016 AR398
- 2016 AS398
- 2016 AT398
- 2016 AU398
- 2016 AV398
- 2016 AW398
- 2016 AX398
- 2016 AY398
- 2016 AZ398
- 2016 AA399
- 2016 AB399
- 2016 AC399
- 2016 AE399
- 2016 AF399
- 2016 AG399
- 2016 AH399
- 2016 AJ399
- 2016 AK399
- 2016 AL399
- 2016 AM399
- 2016 AN399
- 2016 AO399
- 2016 AP399
- 2016 AQ399
- 2016 AS399
- 2016 AT399
- 2016 AV399
- 2016 AW399
- 2016 AX399
- 2016 AY399
- 2016 AA400
- 2016 AB400
- 2016 AC400
- 2016 AD400
- 2016 AF400
- 2016 AG400
- 2016 AH400
- 2016 AJ400
- 2016 AK400
- 2016 AL400
- 2016 AN400
- 2016 AO400
- 2016 AP400
- 2016 AQ400
- 2016 AR400
- 2016 AS400
- 2016 AT400
- 2016 AU400
- 2016 AV400
- 2016 AW400
- 2016 AX400
- 2016 AY400
- 2016 AZ400
- 2016 AA401
- 2016 AB401
- 2016 AC401
- 2016 AD401
- 2016 AE401
- 2016 AF401
- 2016 AG401
- 2016 AH401
- 2016 AJ401
- 2016 AK401
- 2016 AL401
- 2016 AM401
- 2016 AN401
- 2016 AO401
- 2016 AP401
- 2016 AQ401
- 2016 AR401
- 2016 AS401
- 2016 AT401
- 2016 AU401
- 2016 AW401
- 2016 AX401
- 2016 AY401
- 2016 AZ401
- 2016 AA402
- 2016 AB402
- 2016 AC402
- 2016 AD402
- 2016 AE402
- 2016 AF402
- 2016 AG402
- 2016 AH402
- 2016 AJ402
- 2016 AK402
- 2016 AM402
- 2016 AN402
- 2016 AO402
- 2016 AP402
- 2016 AQ402
- 2016 AR402
- 2016 AS402
- 2016 AT402
- 2016 AU402
- 2016 AV402
- 2016 AW402
- 2016 AX402
- 2016 AY402
- 2016 AZ402
- 2016 AA403
- 2016 AB403
- 2016 AC403
- 2016 AD403
- 2016 AE403
- 2016 AF403
- 2016 AG403
- 2016 AH403
- 2016 AJ403
- 2016 AK403
- 2016 AL403
- 2016 AM403
- 2016 AN403
- 2016 AO403
- 2016 AP403
- 2016 AQ403
- 2016 AR403
- 2016 AS403
- 2016 AT403
- 2016 AU403
- 2016 AV403
- 2016 AW403
- 2016 AX403
- 2016 AY403
- 2016 AZ403
- 2016 AA404
- 2016 AB404
- 2016 AC404
- 2016 AD404
- 2016 AE404
- 2016 AF404
- 2016 AG404
- 2016 AH404
- 2016 AJ404
- 2016 AK404
- 2016 AL404
- 2016 AM404
- 2016 AN404
- 2016 AO404
- 2016 AP404
- 2016 AR404
- 2016 AS404
- 2016 AT404
- 2016 AU404
- 2016 AV404
- 2016 AW404
- 2016 AX404
- 2016 AY404
- 2016 AZ404
- 2016 AA405
- 2016 AB405
- 2016 AC405

### Liste du 16 au 31 janvier 2016
- 2016 BC
- 2016 BE
- 2016 BH
- 2016 BM
- 2016 BN
- 2016 BO
- 2016 BP
- 2016 BQ
- 2016 BR
- 2016 BS
- 2016 BT
- 2016 BU
- 2016 BV
- 2016 BW
- 2016 BY
- 2016 BC1
- 2016 BD1
- 2016 BE1
- 2016 BF1
- 2016 BG1
- 2016 BH1
- 2016 BJ1
- 2016 BK1
- 2016 BL1
- 2016 BM1
- 2016 BN1
- 2016 BQ1
- 2016 BD2
- 2016 BH2
- 2016 BJ2
- 2016 BN2
- 2016 BZ2
- 2016 BA3
- 2016 BG3
- 2016 BP3
- 2016 BS3
- 2016 BE4
- 2016 BR4
- 2016 BS4
- 2016 BE5
- 2016 BW5
- 2016 BY5
- 2016 BM6
- 2016 BV6
- 2016 BW6
- 2016 BY6
- 2016 BD7
- 2016 BE7
- 2016 BF7
- 2016 BJ7
- 2016 BL7
- 2016 BW7
- 2016 BD8
- 2016 BJ8
- 2016 BL8
- 2016 BT8
- 2016 BZ8
- 2016 BS9
- 2016 BX9
- 2016 BA10
- 2016 BC10
- 2016 BO10
- 2016 BP10
- 2016 BU10
- 2016 BY10
- 2016 BF11
- 2016 BH11
- 2016 BN11
- 2016 BQ11
- 2016 BT11
- 2016 BX11
- 2016 BO12
- 2016 BA13
- 2016 BB13
- 2016 BN13
- 2016 BO13
- 2016 BS13
- 2016 BT13
- 2016 BU13
- 2016 BV13
- 2016 BX13
- 2016 BY13
- 2016 BZ13
- 2016 BC14
- 2016 BE14
- 2016 BL14
- 2016 BN14
- 2016 BP14
- 2016 BQ14
- 2016 BR14
- 2016 BS14
- 2016 BT14
- 2016 BU14
- 2016 BV14
- 2016 BW14
- 2016 BX14
- 2016 BY14
- 2016 BZ14
- 2016 BA15
- 2016 BB15
- 2016 BC15
- 2016 BD15
- 2016 BE15
- 2016 BG15
- 2016 BH15
- 2016 BJ15
- 2016 BL15
- 2016 BO15
- 2016 BP15
- 2016 BQ15
- 2016 BR15
- 2016 BZ15
- 2016 BG16
- 2016 BK16
- 2016 BS16
- 2016 BX16
- 2016 BG17
- 2016 BJ17
- 2016 BO17
- 2016 BU17
- 2016 BV17
- 2016 BX17
- 2016 BZ17
- 2016 BH18
- 2016 BP18
- 2016 BQ18
- 2016 BR18
- 2016 BS18
- 2016 BU18
- 2016 BW18
- 2016 BF19
- 2016 BJ19
- 2016 BK19
- 2016 BM19
- 2016 BO19
- 2016 BQ19
- 2016 BU19
- 2016 BZ19
- 2016 BJ20
- 2016 BO20
- 2016 BP20
- 2016 BQ20
- 2016 BS20
- 2016 BT20
- 2016 BD21
- 2016 BG21
- 2016 BK21
- 2016 BM21
- 2016 BP21
- 2016 BV21
- 2016 BX21
- 2016 BF22
- 2016 BL22
- 2016 BQ22
- 2016 BS22
- 2016 BT22
- 2016 BW22
- 2016 BX22
- 2016 BJ23
- 2016 BO23
- 2016 BY23
- 2016 BP24
- 2016 BS24
- 2016 BT24
- 2016 BV24
- 2016 BC25
- 2016 BJ25
- 2016 BK25
- 2016 BL25
- 2016 BT25
- 2016 BV25
- 2016 BZ25
- 2016 BD26
- 2016 BE26
- 2016 BH26
- 2016 BM26
- 2016 BQ26
- 2016 BZ26
- 2016 BD27
- 2016 BE27
- 2016 BE28
- 2016 BL28
- 2016 BN28
- 2016 BV28
- 2016 BE29
- 2016 BJ29
- 2016 BL29
- 2016 BM29
- 2016 BQ29
- 2016 BS29
- 2016 BY29
- 2016 BA30
- 2016 BK30
- 2016 BP30
- 2016 BR30
- 2016 BS30
- 2016 BX30
- 2016 BY30
- 2016 BZ30
- 2016 BF31
- 2016 BG31
- 2016 BH31
- 2016 BJ31
- 2016 BL31
- 2016 BM31
- 2016 BW31
- 2016 BA32
- 2016 BJ32
- 2016 BK32
- 2016 BO32
- 2016 BQ32
- 2016 BS32
- 2016 BT32
- 2016 BV32
- 2016 BD33
- 2016 BC34
- 2016 BJ34
- 2016 BP34
- 2016 BW34
- 2016 BZ34
- 2016 BD35
- 2016 BV35
- 2016 BW35
- 2016 BD36
- 2016 BM36
- 2016 BS36
- 2016 BV36
- 2016 BD37
- 2016 BG37
- 2016 BL37
- 2016 BQ37
- 2016 BR37
- 2016 BS37
- 2016 BT37
- 2016 BV37
- 2016 BA38
- 2016 BE38
- 2016 BH38
- 2016 BJ38
- 2016 BK38
- 2016 BM38
- 2016 BO38
- 2016 BP38
- 2016 BS38
- 2016 BT38
- 2016 BA39
- 2016 BC39
- 2016 BD39
- 2016 BE39
- 2016 BJ39
- 2016 BQ39
- 2016 BS39
- 2016 BU39
- 2016 BV39
- 2016 BW39
- 2016 BX39
- 2016 BY39
- 2016 BZ39
- 2016 BA40
- 2016 BC40
- 2016 BH40
- 2016 BP40
- 2016 BQ40
- 2016 BS40
- 2016 BY40
- 2016 BZ40
- 2016 BC41
- 2016 BD41
- 2016 BE41
- 2016 BK41
- 2016 BM41
- 2016 BN41
- 2016 BO41
- 2016 BP41
- 2016 BQ41
- 2016 BS41
- 2016 BV41
- 2016 BX41
- 2016 BB42
- 2016 BC42
- 2016 BQ42
- 2016 BR42
- 2016 BS42
- 2016 BV42
- 2016 BA43
- 2016 BB43
- 2016 BD43
- 2016 BE43
- 2016 BG43
- 2016 BH43
- 2016 BK43
- 2016 BM43
- 2016 BZ43
- 2016 BQ44
- 2016 BT44
- 2016 BX44
- 2016 BE45
- 2016 BF45
- 2016 BG45
- 2016 BH45
- 2016 BL45
- 2016 BO45
- 2016 BP45
- 2016 BW45
- 2016 BE46
- 2016 BG46
- 2016 BO46
- 2016 BP46
- 2016 BU46
- 2016 BS47
- 2016 BT47
- 2016 BY47
- 2016 BZ47
- 2016 BD48
- 2016 BE48
- 2016 BN48
- 2016 BQ48
- 2016 BR48
- 2016 BW48
- 2016 BD49
- 2016 BE49
- 2016 BF49
- 2016 BP49
- 2016 BY49
- 2016 BH50
- 2016 BJ50
- 2016 BM50
- 2016 BR50
- 2016 BY50
- 2016 BB51
- 2016 BH51
- 2016 BN51
- 2016 BZ51
- 2016 BE52
- 2016 BF52
- 2016 BO52
- 2016 BS52
- 2016 BH53
- 2016 BM53
- 2016 BR53
- 2016 BW53
- 2016 BB54
- 2016 BD54
- 2016 BK54
- 2016 BN54
- 2016 BO54
- 2016 BZ54
- 2016 BA55
- 2016 BE55
- 2016 BH55
- 2016 BO55
- 2016 BQ55
- 2016 BV55
- 2016 BX55
- 2016 BA56
- 2016 BC56
- 2016 BD56
- 2016 BE56
- 2016 BF56
- 2016 BK56
- 2016 BM56
- 2016 BN56
- 2016 BQ56
- 2016 BS56
- 2016 BA57
- 2016 BB57
- 2016 BC57
- 2016 BF57
- 2016 BH57
- 2016 BN57
- 2016 BO57
- 2016 BR57
- 2016 BU57
- 2016 BW57
- 2016 BA58
- 2016 BC58
- 2016 BD58
- 2016 BE58
- 2016 BG58
- 2016 BR58
- 2016 BS58
- 2016 BZ58
- 2016 BF59
- 2016 BN59
- 2016 BQ59
- 2016 BR59
- 2016 BY59
- 2016 BZ59
- 2016 BH60
- 2016 BP60
- 2016 BU60
- 2016 BY60
- 2016 BB61
- 2016 BC61
- 2016 BD61
- 2016 BT61
- 2016 BW61
- 2016 BY61
- 2016 BZ61
- 2016 BD62
- 2016 BE62
- 2016 BL62
- 2016 BW62
- 2016 BA63
- 2016 BC63
- 2016 BF63
- 2016 BK63
- 2016 BL63
- 2016 BM63
- 2016 BP63
- 2016 BV63
- 2016 BJ64
- 2016 BM64
- 2016 BP64
- 2016 BQ64
- 2016 BU64
- 2016 BY64
- 2016 BE65
- 2016 BH65
- 2016 BK65
- 2016 BR65
- 2016 BZ65
- 2016 BC66
- 2016 BN67
- 2016 BP67
- 2016 BR67
- 2016 BS67
- 2016 BW67
- 2016 BY67
- 2016 BB68
- 2016 BC68
- 2016 BF68
- 2016 BG68
- 2016 BK68
- 2016 BP68
- 2016 BS68
- 2016 BU68
- 2016 BW68
- 2016 BX68
- 2016 BZ68
- 2016 BC69
- 2016 BG69
- 2016 BH69
- 2016 BL69
- 2016 BM69
- 2016 BP69
- 2016 BR69
- 2016 BS69
- 2016 BT69
- 2016 BW69
- 2016 BY69
- 2016 BC70
- 2016 BG70
- 2016 BJ70
- 2016 BK70
- 2016 BO70
- 2016 BP70
- 2016 BT70
- 2016 BU70
- 2016 BV70
- 2016 BX70
- 2016 BY70
- 2016 BB71
- 2016 BE71
- 2016 BF71
- 2016 BJ71
- 2016 BK71
- 2016 BN71
- 2016 BR71
- 2016 BY71
- 2016 BD72
- 2016 BE72
- 2016 BN72
- 2016 BO72
- 2016 BQ72
- 2016 BA73
- 2016 BC73
- 2016 BD73
- 2016 BE73
- 2016 BG73
- 2016 BS73
- 2016 BT73
- 2016 BV73
- 2016 BD74
- 2016 BG74
- 2016 BH74
- 2016 BJ74
- 2016 BQ74
- 2016 BR74
- 2016 BY74
- 2016 BZ74
- 2016 BE75
- 2016 BM75
- 2016 BN75
- 2016 BQ75
- 2016 BS75
- 2016 BV75
- 2016 BB76
- 2016 BC76
- 2016 BN76
- 2016 BO76
- 2016 BQ76
- 2016 BV76
- 2016 BC77
- 2016 BH77
- 2016 BO77
- 2016 BQ77
- 2016 BU77
- 2016 BV77
- 2016 BW77
- 2016 BB78
- 2016 BE78
- 2016 BJ78
- 2016 BK78
- 2016 BL78
- 2016 BM78
- 2016 BN78
- 2016 BO78
- 2016 BP78
- 2016 BQ78
- 2016 BT78
- 2016 BW78
- 2016 BG79
- 2016 BH79
- 2016 BU79
- 2016 BY79
- 2016 BA80
- 2016 BM80
- 2016 BR80
- 2016 BS80
- 2016 BV80
- 2016 BW80
- 2016 BZ80
- 2016 BD81
- 2016 BG81
- 2016 BJ81
- 2016 BM81
- 2016 BQ81
- 2016 BS81
- 2016 BY81
- 2016 BE82
- 2016 BH82
- 2016 BJ82
- 2016 BK82
- 2016 BM82
- 2016 BO82
- 2016 BP82
- 2016 BQ82
- 2016 BR82
- 2016 BS82
- 2016 BT82
- 2016 BV82
- 2016 BW82
- 2016 BX82
- 2016 BY82
- 2016 BZ82
- 2016 BA83
- 2016 BB83
- 2016 BC83
- 2016 BD83
- 2016 BE83
- 2016 BF83
- 2016 BG83
- 2016 BH83
- 2016 BK83
- 2016 BN83
- 2016 BP83
- 2016 BR83
- 2016 BS83
- 2016 BT83
- 2016 BV83
- 2016 BX83
- 2016 BY83
- 2016 BA84
- 2016 BB84
- 2016 BC84
- 2016 BE84
- 2016 BF84
- 2016 BG84
- 2016 BH84
- 2016 BK84
- 2016 BO84
- 2016 BQ84
- 2016 BR84
- 2016 BS84
- 2016 BT84
- 2016 BV84
- 2016 BW84
- 2016 BX84
- 2016 BZ84
- 2016 BB85
- 2016 BC85
- 2016 BG85
- 2016 BJ85
- 2016 BL85
- 2016 BN85
- 2016 BO85
- 2016 BP85
- 2016 BQ85
- 2016 BT85
- 2016 BU85
- 2016 BX85
- 2016 BY85
- 2016 BZ85
- 2016 BC86
- 2016 BD86
- 2016 BE86
- 2016 BG86
- 2016 BJ86
- 2016 BL86
- 2016 BM86
- 2016 BN86
- 2016 BO86
- 2016 BP86
- 2016 BS86
- 2016 BU86
- 2016 BV86
- 2016 BW86
- 2016 BY86
- 2016 BZ86
- 2016 BA87
- 2016 BB87
- 2016 BC87
- 2016 BD87
- 2016 BE87
- 2016 BF87
- 2016 BG87
- 2016 BH87
- 2016 BJ87
- 2016 BK87
- 2016 BL87
- 2016 BN87
- 2016 BP87
- 2016 BQ87
- 2016 BS87
- 2016 BQ88
- 2016 BY88
- 2016 BS89
- 2016 BZ89
- 2016 BA90
- 2016 BM90
- 2016 BU90
- 2016 BN91
- 2016 BC92
- 2016 BM92
- 2016 BP92
- 2016 BQ92
- 2016 BX92
- 2016 BD93
- 2016 BP93
- 2016 BX94
- 2016 BE95
- 2016 BG95
- 2016 BH95
- 2016 BJ95
- 2016 BM95
- 2016 BU95
- 2016 BY95
- 2016 BQ96
- 2016 BS96
- 2016 BV96
- 2016 BX96
- 2016 BA97
- 2016 BF97
- 2016 BJ97
- 2016 BK97
- 2016 BR97
- 2016 BD98
- 2016 BX98
- 2016 BD99
- 2016 BP99
- 2016 BQ99
- 2016 BA100
- 2016 BG100
- 2016 BJ100
- 2016 BS100
- 2016 BC101
- 2016 BF101
- 2016 BV101
- 2016 BJ102
- 2016 BN102
- 2016 BP102
- 2016 BR102
- 2016 BU102
- 2016 BE103
- 2016 BJ103
- 2016 BL103
- 2016 BV103
- 2016 BY103
- 2016 BZ103
- 2016 BD104
- 2016 BE104
- 2016 BF104
- 2016 BL104
- 2016 BR104
- 2016 BT104
- 2016 BY104
- 2016 BZ104
- 2016 BF105
- 2016 BG105
- 2016 BO105
- 2016 BR105
- 2016 BW105
- 2016 BY105
- 2016 BA106
- 2016 BC106
- 2016 BD106
- 2016 BE106
- 2016 BF106
- 2016 BG106
- 2016 BH106
- 2016 BJ106
- 2016 BK106
- 2016 BL106
- 2016 BO106
- 2016 BQ106
- 2016 BR106
- 2016 BS106
- 2016 BU106
- 2016 BV106
- 2016 BW106
- 2016 BY106
- 2016 BA107
- 2016 BB107
- 2016 BC107
- 2016 BD107
- 2016 BE107
- 2016 BF107
- 2016 BG107
- 2016 BH107
- 2016 BJ107
- 2016 BM107
- 2016 BP107
- 2016 BR107
- 2016 BS107
- 2016 BT107
- 2016 BU107
- 2016 BV107
- 2016 BW107
- 2016 BX107
- 2016 BY107
- 2016 BZ107
- 2016 BB108
- 2016 BC108
- 2016 BD108
- 2016 BE108
- 2016 BF108
- 2016 BH108
- 2016 BJ108
- 2016 BK108
- 2016 BL108
- 2016 BM108
- 2016 BN108
- 2016 BO108
- 2016 BP108
- 2016 BQ108
- 2016 BR108
- 2016 BS108
- 2016 BU108
- 2016 BV108
- 2016 BW108
- 2016 BX108
- 2016 BZ108
- 2016 BA109
- 2016 BB109
- 2016 BC109
- 2016 BD109
- 2016 BF109
- 2016 BG109
- 2016 BK109
- 2016 BN109
- 2016 BP109
- 2016 BQ109
- 2016 BR109
- 2016 BS109
- 2016 BT109
- 2016 BU109
- 2016 BV109
- 2016 BW109
- 2016 BX109
- 2016 BY109
- 2016 BZ109
- 2016 BA110
- 2016 BB110
- 2016 BC110
- 2016 BD110
- 2016 BF110
- 2016 BJ110
- 2016 BK110
- 2016 BL110
- 2016 BM110
- 2016 BN110
- 2016 BO110
- 2016 BP110
- 2016 BQ110
- 2016 BR110
- 2016 BS110
- 2016 BT110
- 2016 BU110
- 2016 BV110
- 2016 BW110
- 2016 BX110
- 2016 BY110
- 2016 BZ110
- 2016 BA111
- 2016 BB111
- 2016 BC111
- 2016 BD111
- 2016 BE111
- 2016 BG111
- 2016 BH111
- 2016 BJ111
- 2016 BS111
- 2016 BV111
- 2016 BW111
- 2016 BX111
- 2016 BY111
- 2016 BA112
- 2016 BB112
- 2016 BC112
- 2016 BD112
- 2016 BE112
- 2016 BF112
- 2016 BH112
- 2016 BL112
- 2016 BM112
- 2016 BN112
- 2016 BO112
- 2016 BP112
- 2016 BR112
- 2016 BS112
- 2016 BT112
- 2016 BU112
- 2016 BV112
- 2016 BW112
- 2016 BX112
- 2016 BY112
- 2016 BE113
- 2016 BF113
- 2016 BK113
- 2016 BM113
- 2016 BN113
- 2016 BO113
- 2016 BR113
- 2016 BU113
- 2016 BV113
- 2016 BW113
- 2016 BY113
- 2016 BZ113
- 2016 BA114
- 2016 BB114
- 2016 BF114
- 2016 BL114
- 2016 BM114
- 2016 BN114
- 2016 BO114
- 2016 BP114
- 2016 BQ114
- 2016 BR114
- 2016 BS114
- 2016 BT114
- 2016 BU114
- 2016 BV114
- 2016 BW114
- 2016 BX114
- 2016 BY114
- 2016 BZ114
- 2016 BA115
- 2016 BB115
- 2016 BC115
- 2016 BG115
- 2016 BJ115
- 2016 BK115
- 2016 BL115
- 2016 BM115
- 2016 BN115
- 2016 BO115
- 2016 BQ115
- 2016 BR115
- 2016 BS115
- 2016 BU115
- 2016 BV115
- 2016 BX115
- 2016 BY115
- 2016 BA116
- 2016 BB116
- 2016 BC116
- 2016 BD116
- 2016 BE116
- 2016 BF116
- 2016 BG116
- 2016 BH116
- 2016 BJ116
- 2016 BK116
- 2016 BN116
- 2016 BR116
- 2016 BS116
- 2016 BX116
- 2016 BZ116
- 2016 BC117
- 2016 BD117
- 2016 BE117
- 2016 BF117
- 2016 BG117
- 2016 BH117
- 2016 BJ117
- 2016 BK117
- 2016 BL117
- 2016 BM117
- 2016 BN117
- 2016 BO117
- 2016 BP117
- 2016 BQ117
- 2016 BR117
- 2016 BU117
- 2016 BV117
- 2016 BW117
- 2016 BX117
- 2016 BY117
- 2016 BB118
- 2016 BD118
- 2016 BF118
- 2016 BG118
- 2016 BH118
- 2016 BJ118
- 2016 BK118
- 2016 BL118
- 2016 BP118
- 2016 BQ118
- 2016 BR118
- 2016 BS118
- 2016 BT118
- 2016 BV118
- 2016 BW118
- 2016 BX118
- 2016 BZ118
- 2016 BB119
- 2016 BD119
- 2016 BE119
- 2016 BJ119
- 2016 BK119
- 2016 BL119
- 2016 BM119
- 2016 BN119
- 2016 BQ119
- 2016 BR119
- 2016 BS119
- 2016 BV119
- 2016 BW119
- 2016 BX119
- 2016 BZ119
- 2016 BA120
- 2016 BB120
- 2016 BD120
- 2016 BE120
- 2016 BF120
- 2016 BG120
- 2016 BH120
- 2016 BJ120
- 2016 BK120
- 2016 BL120
- 2016 BM120
- 2016 BN120
- 2016 BO120
- 2016 BP120
- 2016 BQ120
- 2016 BR120
- 2016 BS120
- 2016 BT120
- 2016 BU120
- 2016 BW120
- 2016 BX120
- 2016 BY120
- 2016 BZ120
- 2016 BA121
- 2016 BB121
- 2016 BC121
- 2016 BD121
- 2016 BE121
- 2016 BF121
- 2016 BH121
- 2016 BJ121
- 2016 BK121
- 2016 BL121
- 2016 BM121
- 2016 BN121
- 2016 BO121
- 2016 BQ121
- 2016 BR121
- 2016 BS121
- 2016 BU121
- 2016 BV121
- 2016 BW121
- 2016 BX121
- 2016 BY121
- 2016 BA122
- 2016 BB122
- 2016 BC122
- 2016 BD122
- 2016 BE122
- 2016 BF122
- 2016 BG122
- 2016 BJ122
- 2016 BK122
- 2016 BM122
- 2016 BN122
- 2016 BO122
- 2016 BP122
- 2016 BQ122
- 2016 BR122
- 2016 BS122
- 2016 BT122
- 2016 BU122
- 2016 BV122
- 2016 BW122
- 2016 BZ122
- 2016 BA123
- 2016 BB123
- 2016 BC123
- 2016 BF123
- 2016 BH123
- 2016 BK123
- 2016 BL123
- 2016 BO123
- 2016 BQ123
- 2016 BR123
- 2016 BS123
- 2016 BT123
- 2016 BV123
- 2016 BW123
- 2016 BX123
- 2016 BY123
- 2016 BA124
- 2016 BC124
- 2016 BF124
- 2016 BG124
- 2016 BJ124
- 2016 BK124
- 2016 BL124
- 2016 BP124
- 2016 BR124
- 2016 BS124
- 2016 BT124
- 2016 BU124
- 2016 BV124
- 2016 BW124
- 2016 BZ124
- 2016 BE125
- 2016 BG125
- 2016 BH125
- 2016 BJ125
- 2016 BK125
- 2016 BL125
- 2016 BM125
- 2016 BN125
- 2016 BO125
- 2016 BR125
- 2016 BS125
- 2016 BV125
- 2016 BW125
- 2016 BX125
- 2016 BY125
- 2016 BZ125
- 2016 BA126
- 2016 BC126
- 2016 BD126
- 2016 BE126
- 2016 BF126
- 2016 BG126
- 2016 BH126
- 2016 BK126
- 2016 BQ126
- 2016 BR126
- 2016 BS126
- 2016 BT126
- 2016 BU126
- 2016 BV126
- 2016 BX126
- 2016 BA127
- 2016 BC127
- 2016 BD127
- 2016 BE127
- 2016 BF127
- 2016 BH127
- 2016 BJ127
- 2016 BK127
- 2016 BL127
- 2016 BO127
- 2016 BP127
- 2016 BQ127
- 2016 BR127
- 2016 BS127
- 2016 BT127
- 2016 BU127
- 2016 BV127
- 2016 BY127
- 2016 BZ127
- 2016 BA128
- 2016 BB128
- 2016 BC128
- 2016 BE128
- 2016 BF128
- 2016 BH128
- 2016 BJ128
- 2016 BK128
- 2016 BL128
- 2016 BM128
- 2016 BN128
- 2016 BO128
- 2016 BP128
- 2016 BQ128
- 2016 BR128
- 2016 BS128
- 2016 BT128
- 2016 BU128
- 2016 BV128
- 2016 BY128
- 2016 BZ128
- 2016 BA129
- 2016 BB129
- 2016 BC129
- 2016 BE129
- 2016 BF129
- 2016 BG129
- 2016 BH129
- 2016 BJ129
- 2016 BK129
- 2016 BL129
- 2016 BN129
- 2016 BO129
- 2016 BP129
- 2016 BQ129
- 2016 BR129
- 2016 BS129
- 2016 BT129
- 2016 BU129
- 2016 BW129
- 2016 BX129
- 2016 BY129
- 2016 BZ129
- 2016 BA130
- 2016 BB130
- 2016 BC130
- 2016 BD130
- 2016 BE130
- 2016 BF130
- 2016 BG130
- 2016 BH130
- 2016 BJ130
- 2016 BK130
- 2016 BO130
- 2016 BP130
- 2016 BQ130
- 2016 BS130
- 2016 BU130
- 2016 BV130
- 2016 BW130
- 2016 BX130
- 2016 BY130
- 2016 BZ130
- 2016 BA131
- 2016 BC131
- 2016 BD131
- 2016 BE131
- 2016 BF131
- 2016 BG131
- 2016 BH131
- 2016 BJ131
- 2016 BK131
- 2016 BL131
- 2016 BO131
- 2016 BP131
- 2016 BR131
- 2016 BT131
- 2016 BU131
- 2016 BV131
- 2016 BX131
- 2016 BY131
- 2016 BZ131
- 2016 BA132
- 2016 BB132
- 2016 BE132
- 2016 BG132
- 2016 BH132
- 2016 BJ132
- 2016 BK132
- 2016 BL132
- 2016 BM132
- 2016 BN132
- 2016 BO132
- 2016 BP132
- 2016 BQ132
- 2016 BT132
- 2016 BU132
- 2016 BV132
- 2016 BX132
- 2016 BY132
- 2016 BZ132
- 2016 BA133
- 2016 BB133
- 2016 BC133
- 2016 BD133
- 2016 BE133
- 2016 BF133
- 2016 BG133
- 2016 BH133
- 2016 BJ133
- 2016 BK133
- 2016 BL133
- 2016 BM133
- 2016 BN133
- 2016 BO133
- 2016 BR133
- 2016 BS133
- 2016 BT133
- 2016 BU133
- 2016 BV133
- 2016 BW133
- 2016 BX133
- 2016 BY133
- 2016 BZ133
- 2016 BA134
- 2016 BB134
- 2016 BD134
- 2016 BE134
- 2016 BG134
- 2016 BK134
- 2016 BL134
- 2016 BM134
- 2016 BN134
- 2016 BO134
- 2016 BR134
- 2016 BS134
- 2016 BT134
- 2016 BU134
- 2016 BV134
- 2016 BW134
- 2016 BX134
- 2016 BY134
- 2016 BZ134
- 2016 BA135
- 2016 BB135
- 2016 BC135
- 2016 BD135
- 2016 BE135
- 2016 BH135
- 2016 BK135
- 2016 BL135
- 2016 BM135
- 2016 BO135
- 2016 BQ135
- 2016 BS135
- 2016 BT135
- 2016 BU135
- 2016 BV135
- 2016 BW135
- 2016 BX135
- 2016 BY135
- 2016 BZ135
- 2016 BA136
- 2016 BB136
- 2016 BC136
- 2016 BD136
- 2016 BE136
- 2016 BF136
- 2016 BG136
- 2016 BH136
- 2016 BJ136
- 2016 BK136
- 2016 BM136
- 2016 BN136
- 2016 BO136
- 2016 BP136
- 2016 BQ136
- 2016 BR136
- 2016 BS136
- 2016 BT136
- 2016 BU136
- 2016 BV136
- 2016 BW136
- 2016 BY136
- 2016 BZ136
- 2016 BA137
- 2016 BB137
- 2016 BD137
- 2016 BE137
- 2016 BF137
- 2016 BG137
- 2016 BH137
- 2016 BJ137
- 2016 BK137
- 2016 BL137
- 2016 BN137
- 2016 BO137
- 2016 BP137
- 2016 BR137
- 2016 BS137
- 2016 BT137
- 2016 BU137
- 2016 BV137
- 2016 BW137
- 2016 BX137
- 2016 BY137
- 2016 BZ137
- 2016 BB138
- 2016 BC138
- 2016 BD138
- 2016 BE138
- 2016 BF138
- 2016 BG138
- 2016 BJ138
- 2016 BK138
- 2016 BL138
- 2016 BM138
- 2016 BN138
- 2016 BO138
- 2016 BP138
- 2016 BQ138
- 2016 BR138
- 2016 BS138
- 2016 BT138
- 2016 BU138
- 2016 BV138
- 2016 BW138
- 2016 BX138
- 2016 BY138
- 2016 BZ138
- 2016 BA139
- 2016 BB139
- 2016 BC139
- 2016 BD139
- 2016 BE139
- 2016 BF139
- 2016 BG139
- 2016 BH139
- 2016 BK139
- 2016 BL139
- 2016 BM139
- 2016 BN139
- 2016 BO139
- 2016 BP139
- 2016 BQ139
- 2016 BR139
- 2016 BS139
- 2016 BU139
- 2016 BV139
- 2016 BW139
- 2016 BX139
- 2016 BY139
- 2016 BZ139
- 2016 BA140
- 2016 BB140
- 2016 BC140
- 2016 BD140
- 2016 BE140
- 2016 BF140
- 2016 BG140
- 2016 BH140
- 2016 BJ140
- 2016 BK140
- 2016 BL140
- 2016 BM140
- 2016 BN140
- 2016 BO140
- 2016 BP140
- 2016 BQ140
- 2016 BR140
- 2016 BS140
- 2016 BT140
- 2016 BU140
- 2016 BW140
- 2016 BX140
- 2016 BA141
- 2016 BB141
- 2016 BC141
- 2016 BD141
- 2016 BE141
- 2016 BF141
- 2016 BH141
- 2016 BK141
- 2016 BL141
- 2016 BM141
- 2016 BN141
- 2016 BO141
- 2016 BP141
- 2016 BQ141
- 2016 BR141
- 2016 BS141
- 2016 BT141
- 2016 BU141
- 2016 BV141
- 2016 BW141
- 2016 BX141
- 2016 BZ141
- 2016 BA142
- 2016 BB142
- 2016 BC142
- 2016 BD142
- 2016 BE142
- 2016 BF142
- 2016 BG142
- 2016 BH142
- 2016 BJ142
- 2016 BK142
- 2016 BL142
- 2016 BM142
- 2016 BN142
- 2016 BP142
- 2016 BQ142
- 2016 BR142
- 2016 BS142
- 2016 BT142
- 2016 BU142
- 2016 BV142
- 2016 BW142
- 2016 BX142
- 2016 BY142
- 2016 BZ142
- 2016 BA143
- 2016 BB143
- 2016 BC143
- 2016 BD143
- 2016 BE143
- 2016 BF143
- 2016 BG143
- 2016 BH143
- 2016 BK143
- 2016 BL143
- 2016 BM143
- 2016 BN143
- 2016 BO143
- 2016 BP143
- 2016 BQ143
- 2016 BR143
- 2016 BS143
- 2016 BT143
- 2016 BU143
- 2016 BV143
- 2016 BW143
- 2016 BX143
- 2016 BY143
- 2016 BZ143
- 2016 BA144
- 2016 BC144
- 2016 BD144
- 2016 BE144
- 2016 BF144
- 2016 BG144
- 2016 BJ144
- 2016 BK144
- 2016 BM144
- 2016 BN144
- 2016 BO144
- 2016 BP144
- 2016 BQ144
- 2016 BR144
- 2016 BS144
- 2016 BT144
- 2016 BU144
- 2016 BV144
- 2016 BW144
- 2016 BX144
- 2016 BY144
- 2016 BZ144
- 2016 BA145
- 2016 BB145
- 2016 BC145
- 2016 BD145
- 2016 BE145
- 2016 BF145
- 2016 BG145
- 2016 BH145
- 2016 BJ145
- 2016 BK145
- 2016 BL145
- 2016 BM145
- 2016 BN145
- 2016 BO145
- 2016 BP145
- 2016 BQ145
- 2016 BR145
- 2016 BS145
- 2016 BT145
- 2016 BU145
- 2016 BV145
- 2016 BW145
- 2016 BX145
- 2016 BY145
- 2016 BZ145
- 2016 BA146
- 2016 BB146
- 2016 BE146
- 2016 BG146
- 2016 BH146
- 2016 BJ146
- 2016 BK146
- 2016 BL146
- 2016 BM146
- 2016 BO146
- 2016 BP146
- 2016 BQ146
- 2016 BR146
- 2016 BS146
- 2016 BT146
- 2016 BU146
- 2016 BV146
- 2016 BW146
- 2016 BX146
- 2016 BY146
- 2016 BZ146
- 2016 BA147
- 2016 BB147
- 2016 BC147
- 2016 BD147
- 2016 BE147
- 2016 BF147